# Autobús urbano de Barcelona
Los autobuses urbanos de Barcelona son aquellos que circulan por la primera corona del Sistema Tarifario Integral y están planificados por la Autoridad del Transporte Metropolitano de Barcelona (ATM) y el Ayuntamiento de Barcelona, entre otros. La red de autobús está compuesta por líneas de autobús de tránsito rápido (Red Ortogonal de Autobuses de Barcelona), por líneas convencionales, autobuses lanzadera (Tibidabo, Aeropuerto, etc) y por las líneas de Bus del Barri; operadas íntegramente por Transportes Metropolitanos de Barcelona (TMB) y líneas regulares operadas por diferentes empresas públicas y privadas como Tusgsal, Avanza, etc.
En 2011, la red tenía una longitud de 2.242,9km por la que operaban 215 líneas de 11 operadores diferentes, que transportaron 263,3 millones de viajeros, un 0,3% más que en 2010.

## Operadores

### Transportes Metropolitanos de Barcelona
La red de autobuses operados por Transportes Metropolitanos de Barcelona (TMB) está compuesta por 5 líneas de tránsito rápido y 103 líneas regulares que suman en total, 108 líneas. Todas las líneas están totalmente adaptadas a personas con movilidad reducida e información dentro de los autobuses de las próximas paradas de la línea, y los enlaces con otras líneas y medios de transporte que disponen en ellas. También un gran número de paradas de la red están equipadas con pantallas informativas sobre las incidencias en el servicio y tiempo de espera de las circulaciones de autobuses de las diferentes líneas.

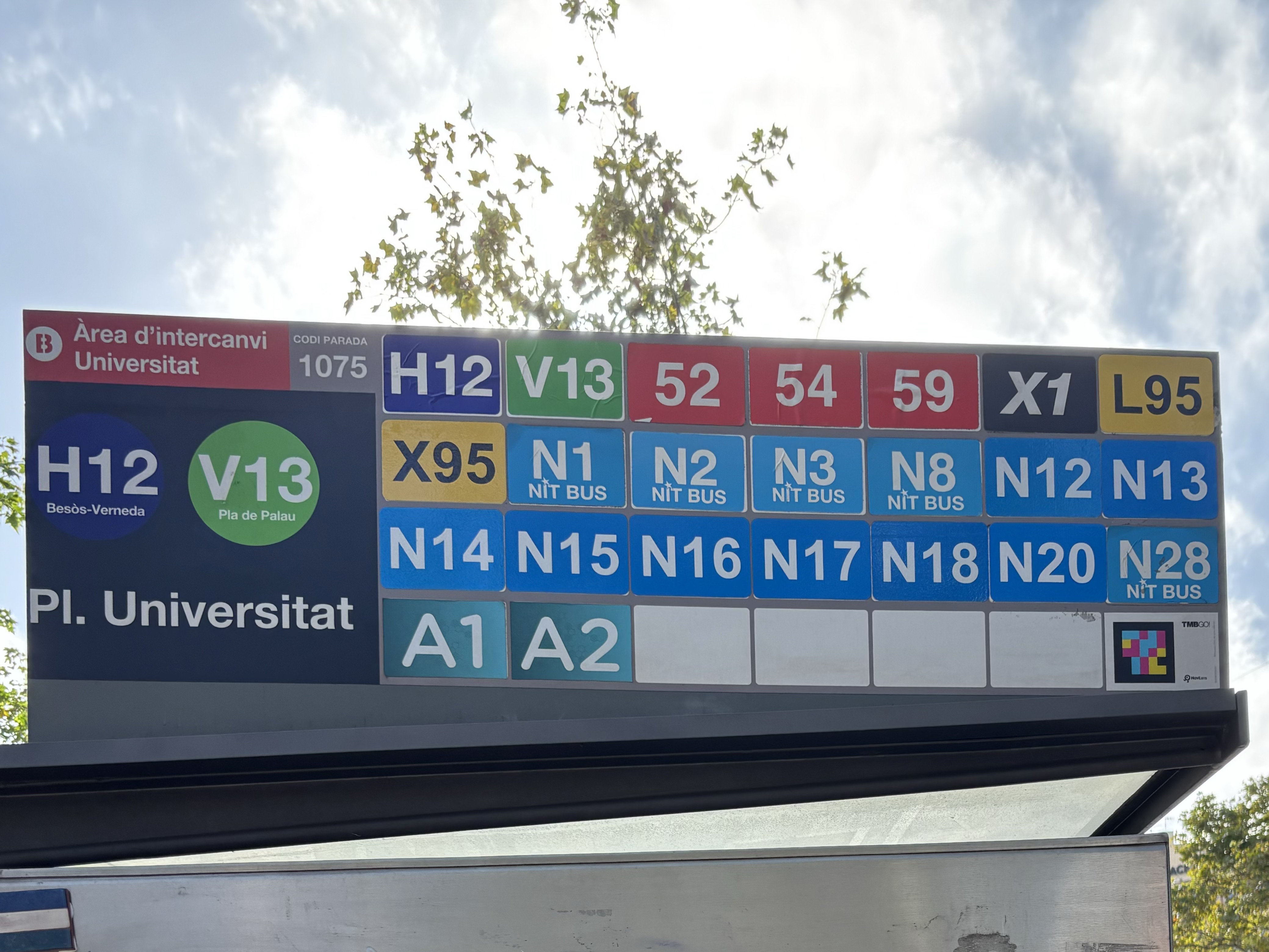
Detalle de las líneas que efectúan parada. En este caso 2 línea de tránsito rápido (fondo azul oscuro y verde), 3 líneas regulares (fondo rojo), 1 línea Xpres (fondo negro), 9 líneas nocturnas de tránsito rápido (fondo azul), 4 líneas nocturnas (fondo azul claro), dos líneas (una de ellas exprés) de tránsito por el Área de Barcelona (fondo amarillo) y dos líneas del aeropuerto (fondo verde azulado).

Además, las líneas de tránsito rápido disponen de máquinas expendedoras de títulos de transporte en algunas paradas y televisores dentro del autobús que, entre otras informaciones, emiten el canal de televisión MouTV y dan a conocer a los usuarios las incidencias en el servicio.

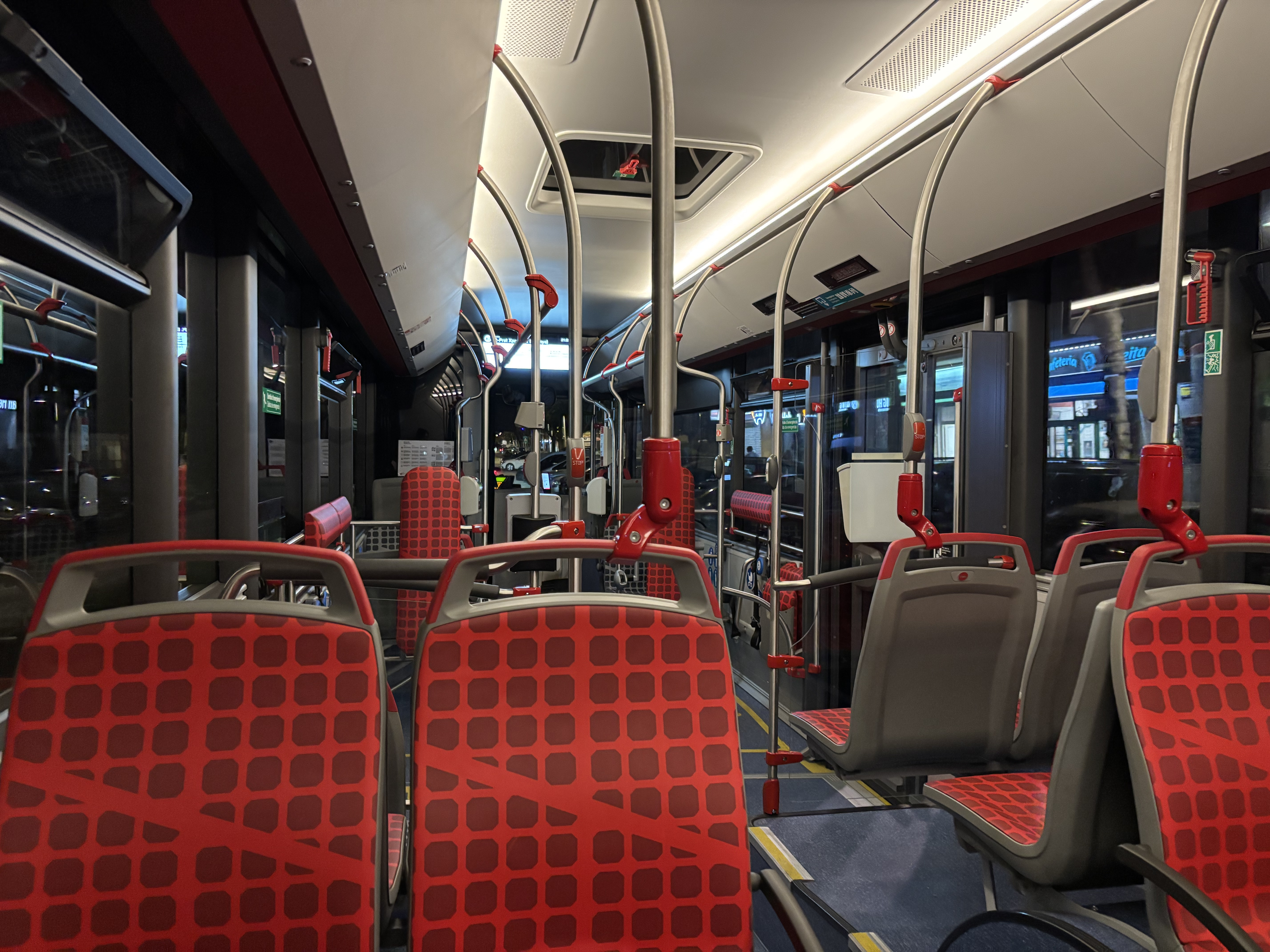
Interior de un autobús de la línea X2.

#### Líneas de tránsito rápido
Para acceder al artículo de la línea, hacer click en el número de la línea o en su itinerario
| Líneas horizontales (H)               | Líneas verticales (V)                           | Líneas diagonales (D)        | Líneas exprés (X)         |
| ------------------------------------- | ----------------------------------------------- | ---------------------------- | ------------------------- |
| Av. Esplugues — Trinitat Nova         | Districte Gran Via l'Hospitalet — Av. Esplugues | Pg. Marítim — Ernest Lluch   | Francesc Macià — Glòries  |
| Zona Universitària — Bon Pastor       | Zona Franca — Can Caralleu                      | Pl. Espanya — Canyelles      | Pl. Espanya — Av. Remolar |
| Zona Universitària — Onze de Setembre | Mare de Déu de Port — Pedralbes                 | Paral·lel — Ciutat Meridiana | Paral·lel — Av. Carrilet  |
| Ernest Lluch — Bon Pastor             | Pl. Espanya — Sarrià                            |                              |                           |
| Pl. Sants — Olímpic de Badalona       | Poble-sec — Sarrià                              |                              |                           |
| Gornal — Besòs Verneda                | Estació Marítima (WTC) — Bonanova               |                              |                           |
| Paral·lel — Sant Adrià                | Pla de Palau — Av. Tibidabo                     |                              |                           |
| Pg. Zona Franca — Fòrum Campus Besòs  | Barceloneta — Av. Tibidabo                      |                              |                           |
|                                       | Port Vell — Vall d'Hebron                       |                              |                           |
| Barceloneta — Pl. Alfonso Comín       |                                                 |                              |                           |
| Pg. Marítim — Montbau                 |                                                 |                              |                           |
| Nova Icària — Can Marcet              |                                                 |                              |                           |
| Nova Icària — Horta                   |                                                 |                              |                           |
| Pg. Marítim — Canyelles               |                                                 |                              |                           |
| Diagonal Mar — Roquetes               |                                                 |                              |                           |
| Mar Bella — Trinitat Vella            |                                                 |                              |                           |
| Fòrum Campus Besòs — Santa Coloma     |                                                 |                              |                           |

#### Líneas regulares

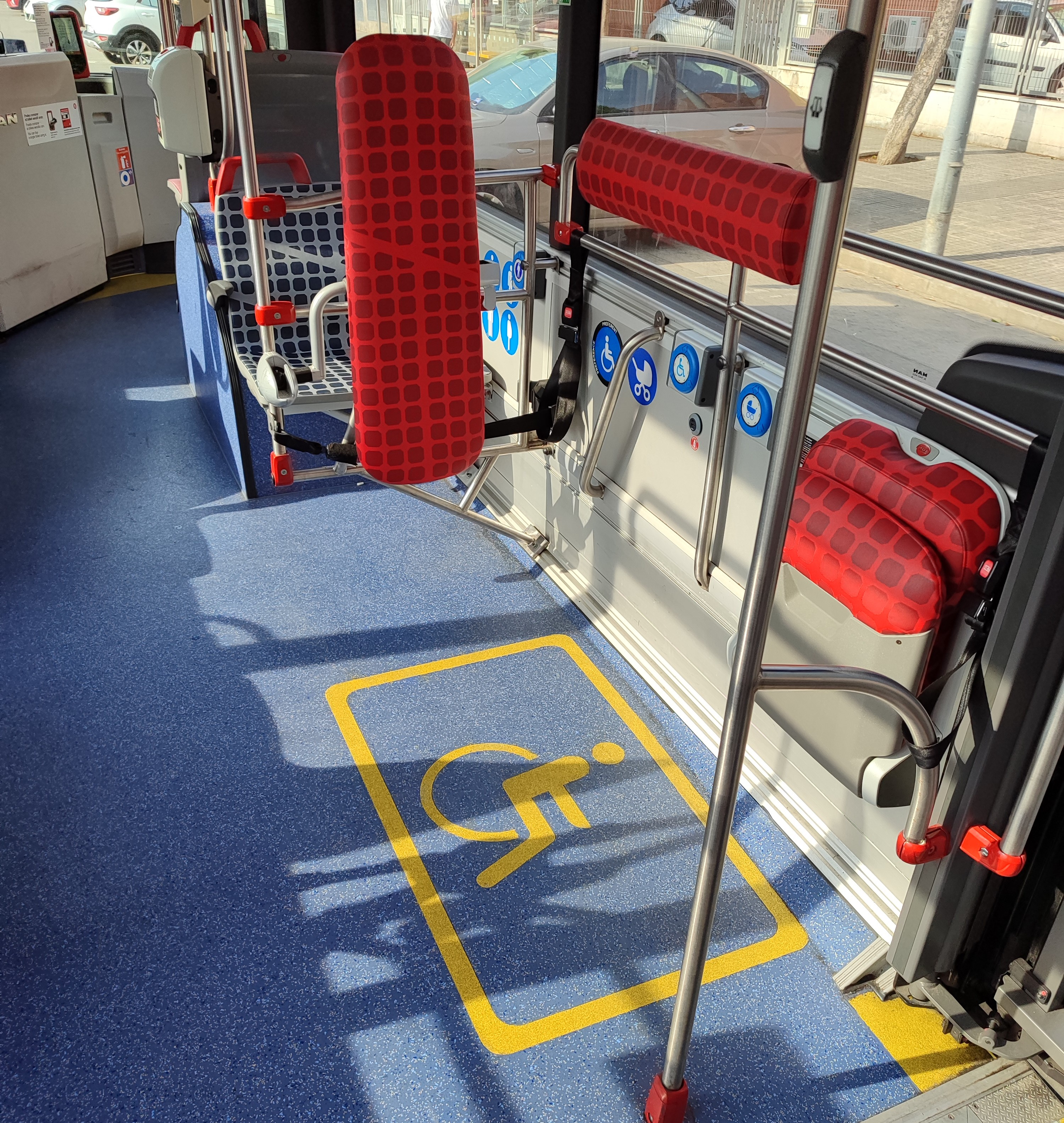
Actualmente, todos los autobuses urbanos están adaptados a.

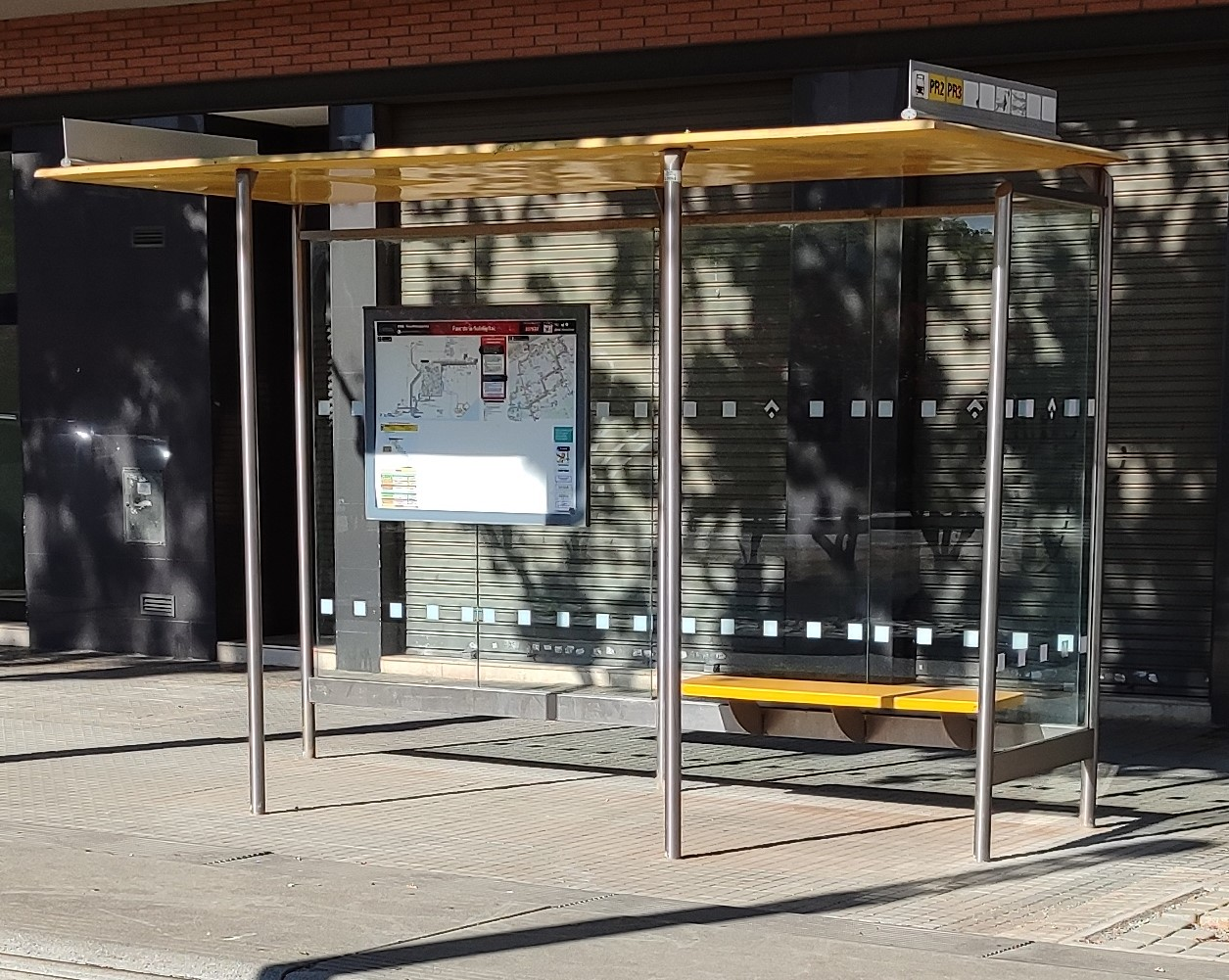
Parada de autobús Dolores Ibárruri - Bruguers en el Prat de Llobregat.

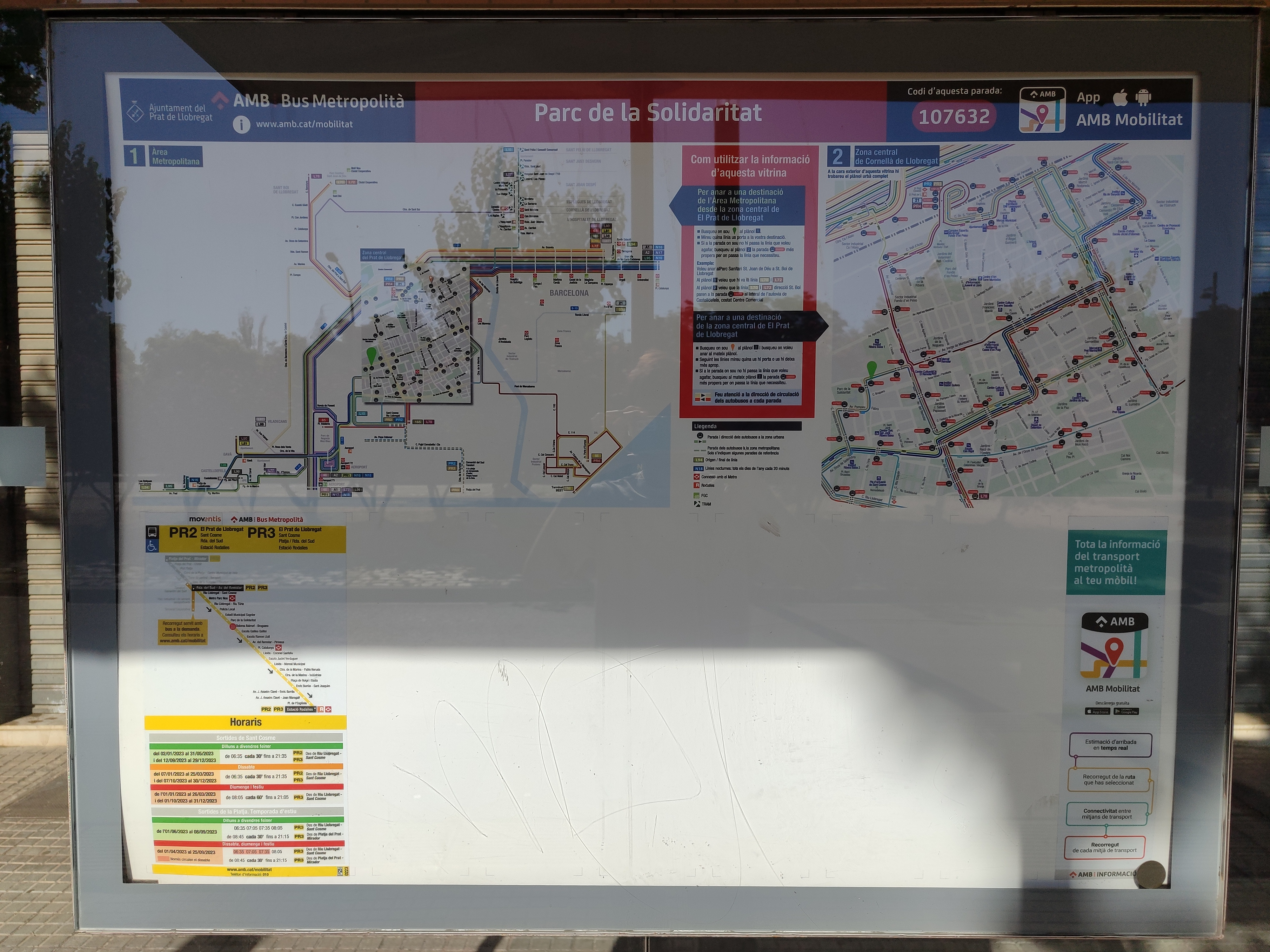
Mapa e información sobre las líneas de autobuses que se encuentran en todas las paradas.

Para acceder al artículo de la línea, hacer click en el número de la línea o en su itinerario
| Línea | Origen/Destino                              | Ciudades abastecidas                    | Línea | Origen/Destino                     | Ciudades abastecidas                             | Línea | Origen/Destino                           | Ciudades abastecidas |
| ----- | ------------------------------------------- | --------------------------------------- | ----- | ---------------------------------- | ------------------------------------------------ | ----- | ---------------------------------------- | -------------------- |
| 6     | Pg. Manuel Girona ↔ Poblenou                | Barcelona                               | 104   | Fabra i Puig ↔ C. Collserola       | Barcelona y Moncada y Reixach                    | 182   | Pl. Virrei Amat ↔ Torre del Baró         | Barcelona            |
| 7     | Diagonal Mar ↔ Zona Universitaria           | Barcelona                               | 107   | Interior Cementiri                 | Barcelona                                        | 183   | Barris Zona Nord                         | Barcelona            |
| 13    | Mercado de San Antonio ↔ Parque de Montjuic | Barcelona                               | 109   | Est. Sants ↔ Pol. Ind. Z. Franca   | Barcelona                                        | 185   | Vall d'Hebrón ↔ <M> Canyelles            | Barcelona            |
| 19    | Urquinaona ↔ Sant Genís                     | Barcelona                               | 110   | <M> Carrilet ↔ Pol. Ind. Z. Franca | Barcelona                                        | 191   | Pl. Congrés ↔ Can Baró                   | Barcelona            |
| 21    | Paralelo ↔ El Prat                          | Barcelona y El Prat de Ll.              | 111   | Tibidabo                           | Barcelona                                        | 192   | Hosp. St. Pau → Poblenou → Hosp. St. Pau | Barcelona            |
| 22    | Pl. Cataluña ↔ Av. Esplugues                | Barcelona                               | 112   | Sant Genís                         | Barcelona                                        | 196   | Pl. Kennedy ↔ Bellesguard                | Barcelona            |
| 23    | Pl. España → Parc Logístic → Pl. España     | Barcelona                               | 113   | La Mercè                           | Barcelona                                        |       |                                          |                      |
| 24    | Paral·lel ↔ El Carmel                       | Barcelona                               | 114   | Gràcia ↔ Can Baró                  | Barcelona                                        |       |                                          |                      |
| 27    | Pl. España ↔ Roquetes                       | Barcelona                               | 115   | La Bordeta                         | Barcelona                                        |       |                                          |                      |
| 33    | Z. Universitaria ↔ Verneda                  | Barcelona                               | 116   | La Salut                           | Barcelona                                        |       |                                          |                      |
| 34    | Manuel Girona ↔ Virrei Amat                 | Barcelona                               | 117   | Guinardó                           | Barcelona                                        |       |                                          |                      |
| 39    | Barceloneta ↔ Horta                         | Barcelona                               | 118   | Mas Guimbau                        | Barcelona                                        |       |                                          |                      |
| 46    | Pl. España ↔ Aeropuerto BCN                 | Barcelona y El Prat de Ll.              | 119   | La Teixonera                       | Barcelona                                        |       |                                          |                      |
| 47    | Pº Marítimo ↔ Canyelles                     | Barcelona                               | 120   | El Raval                           | Barcelona                                        |       |                                          |                      |
| 52    | Pl. Cataluña ↔ Collblanc                    | Barcelona                               | 121   | Poble Sec                          | Barcelona                                        |       |                                          |                      |
| 54    | Estación del Norte ↔ Campus Nord            | Barcelona                               | 122   | Turó de la Peira                   | Barcelona                                        |       |                                          |                      |
| 55    | Parc Montjuic ↔ Pl. Catalana                | Barcelona                               | 123   | Bonanova Alta                      | Barcelona                                        |       |                                          |                      |
| 59    | Pg. Marítim ↔ R. M. Cristina                | Barcelona                               | 124   | Penitents                          | Barcelona                                        |       |                                          |                      |
| 60    | Pl. Glorias ↔ Z. Universitaria              | Barcelona                               | 125   | La Marina                          | Barcelona                                        |       |                                          |                      |
| 62    | Pl. Cataluña ↔ C. Meridiana                 | Barcelona                               | 126   | Sant Andreu                        | Barcelona                                        |       |                                          |                      |
| 63    | Pl. Universidad ↔ San Juan Despí            | Barcelona y S. Juan Despí               | 127   | Roquetes                           | Barcelona                                        |       |                                          |                      |
| 65    | Pl. España ↔ El Prat                        | Barcelona, Cornellá y El Prat de Ll.    | 128   | El Rectoret                        | Barcelona                                        |       |                                          |                      |
| 67    | Pl. Cataluña ↔ Cornellá                     | Barcelona y Cornellá                    | 129   | El Coll                            | Barcelona                                        |       |                                          |                      |
| 68    | Pl. Cataluña ↔ Cornellá                     | Barcelona y Cornellá                    | 130   | Can Caralleu                       | Barcelona                                        |       |                                          |                      |
| 70    | Sants ↔ Pg. Bonanova                        | Barcelona                               | 131   | El Putget                          | Barcelona                                        |       |                                          |                      |
| 76    | Sant Genís ↔ C. Meridiana                   | Barcelona                               | 132   | Porta - Prosperitat                | Barcelona                                        |       |                                          |                      |
| 78    | Est. Sants ↔ San Juan Despí                 | Barcelona, Esplugas de Ll. y S. Juan D. | 133   | Trinitat Vella ↔ Fabra i Puig      | Barcelona                                        |       |                                          |                      |
| 79    | Pl. España ↔ <M> Carrilet                   | Barcelona                               | 134   | Roquetes ↔ Fabra i Puig            | Barcelona                                        |       |                                          |                      |
| 91    | Rambla ↔ La Bordeta                         | Barcelona                               | 136   | Pg. Marítim ↔ Verneda              | Barcelona                                        |       |                                          |                      |
| 94    | Circular Cornellá 2                         | Cornellá                                | 141   | Av. Mistral - Barrio del Besòs     | Barcelona y S. Adrián de Besós                   |       |                                          |                      |
| 95    | Circular Cornellá 1                         | Cornellá                                | 150   | Pl. España ↔ Castillo de Montjuic  | Barcelona                                        |       |                                          |                      |
| 96    | <M> La Sagrera ↔ Montcada                   | Barcelona y Moncada y Reixach           | 155   | Can Cuiàs ↔ S. M. Montcada         | Barcelona y Moncada y Reixach                    |       |                                          |                      |
| 97    | Fabra i Puig ↔ Vallbona                     | Barcelona                               | 157   | Ernest Lluch ↔ San Juan Despí      | Barcelona, Esplugas, S. Justo D. y S. Juan Despí |       |                                          |                      |
| 102   | Pl. Ibiza ↔ C. Collserola                   | Barcelona                               | 175   | Les Corts                          | Barcelona                                        |       |                                          |                      |

##### Líneas regulares suprimidas
| Línea | Origen/Destino                            | Ciudades abastecidas                 | Observaciones                                                                               |
| ----- | ----------------------------------------- | ------------------------------------ | ------------------------------------------------------------------------------------------- |
| 9     | Pl. Cataluña <-> Pg. de la Zona Franca    | Barcelona                            | Sustituida por la línea línea H16                                                           |
| 10    | Pg. Marítim <-> Montbau                   | Barcelona                            | Sustituida por la línea línea V21                                                           |
| 11    | Roquetes <-> Trinitat Vella               | Barcelona                            | Sustituida por la línea Línea 133, Línea 134                                                |
| 12    | Virrei Amat <-> Via Favència              | Barcelona                            | Sustituida por la línea línea 132                                                           |
| 14    | Pla de Palau <-> Bonanova                 | Barcelona                            | Sustituida por la línea V11                                                                 |
| 16    | Urquinaona <-> Pg. Manuel Girona          | Barcelona                            | Sustituida por la línea V15 y línea H6                                                      |
| 17    | Barceloneta <-> Av. Jordà                 | Barcelona                            | Sustituida por la línea V15                                                                 |
| 20    | Est. Marítima <-> Pl. Congrés             | Barcelona                            | Sustituida por la línea 191                                                                 |
| 26    | Poblenou <-> Barrio del Congrés           | Barcelona                            | Sustituida por la línea línea V29                                                           |
| 28    | Pl. Cataluña <-> El Carmelo               | Barcelona                            | Sustituida por la línea línea V17                                                           |
| 30    | Pl. España <-> Sarriá                     | Barcelona                            | Sustituida por la línea línea V7                                                            |
| 31    | Hospital Clínico <-> Canyelles            | Barcelona                            |                                                                                             |
| 32    | Estació de Sants <-> Roquetes             | Barcelona                            | Sustituida por la línea línea D40                                                           |
| 35    | Hospital de Sant Pau <-> Santa Coloma     | Barcelona y Santa Coloma de Gramanet |                                                                                             |
| 36    | Pg. Marítim <-> Can Dragó                 | Barcelona                            |                                                                                             |
| 37    | Hospital Clínico <-> Zona Franca          | Barcelona                            |                                                                                             |
| 40    | Urquinaona <-> Trinitat Vella             | Barcelona                            |                                                                                             |
| 41    | Pl. Francesc Macià <-> Av. Icària         | Barcelona                            | Sustituida por la línea H14                                                                 |
| 42    | Pl. Cataluña <-> Sta. Coloma              | Barcelona y St. Coloma de G.         |                                                                                             |
| 43    | Les Corts <-> Sant Adrià                  | Barcelona y S. Adrián de B.          | Sustituida por la línea H10                                                                 |
| 44    | Est. Sants <-> Olímpic Badalona           | Barcelona y Badalona                 | Sustituida por la línea línea H10                                                           |
| 45    | Pg. Marítim <-> Horta                     | Barcelona                            | Sustituida por la línea línea V25                                                           |
| 50    | Trinitat Nova <-> Collblanc               | Barcelona                            |                                                                                             |
| 51    | Pla de Palau <-> C. Meridiana             | Barcelona                            |                                                                                             |
| 56    | Collblanc <-> Besòs-Verneda               | Barcelona                            | Sustituida por la línea línea H12                                                           |
| 57    | Cornellá <-> Collblanc                    | Barcelona                            |                                                                                             |
| 58    | Pl. Cataluña <-> Av. Tibidabo             | Barcelona                            | Sustituida por la línea línea V13                                                           |
| 64    | Barceloneta <-> Pedralbes                 | Barcelona                            | Sustituida por la línea V11, línea V13 y línea H4                                           |
| 66    | Pl. Cataluña <-> Sarrià                   | Barcelona                            | Sustituida por la línea V3                                                                  |
| 71    | Pg. Marítim <-> Canyelles                 | Barcelona                            | Sustituida por la línea V27                                                                 |
| 72    | Distr. Gran Via l'Hospitalet <-> Bonanova | Barcelona y l'Hospitalet de Ll.      | Sustituida por la línea V3                                                                  |
| 73    | Maquinista <-> Pl. Kennedy                | Barcelona                            | Sustituida por la línea H4                                                                  |
| 74    | Zona Universitaria <-> Fabra i Puig       | Barcelona                            | Sustituida por la línea línea H6                                                            |
| 75    | Les Corts <-> Av. Tibidabo                | Barcelona                            |                                                                                             |
| 79    | Pl. España ↔ <M> Carrilet                 | Barcelona                            |                                                                                             |
| 92    | Gràcia <-> Pg. Marítim                    | Barcelona                            |                                                                                             |
| 103   | Montcada i Reixac <-> C. Collserola       | Barcelona y Moncada y Reixach        |                                                                                             |
| 143   | La Pau <-> Sant Adrià                     | Barcelona y St. Adrià de Besòs       |                                                                                             |
| 158   | Collblanc <-> Sant Just                   | Barcelona y San Justo Desvern        |                                                                                             |
| 159   | Interior Ciutat Meridiana                 | Barcelona                            | Sustituida por la línea línea 83. Antiguamente numerada como línea 0, línea 602 y línea 400 |
| 165   | Parc Nou <-> Pl. España                   | Barcelona                            | Sustituida por la línea X2.                                                                 |

### Tusgsal
Es el operador de autobuses privado más importante de Cataluña con una plantilla de más de 500 empleados y 42 líneas regulares de autobús (31 diurnas y 11 nocturnas). La empresa gestiona la red de autobuses diurnos de la zona del Barcelonés Norte y el servicio nocturno de autobuses de la mayor parte del área metropolitana de Barcelona.

#### Estadísticas
| Año  | Líneas | Longitud red (km) | Flota | Edad media flota | Km recorridos (millones) | Viajeros (millones) | Dif. año anterior | Recaudación (M€) | Notas y referencias |
| ---- | ------ | ----------------- | ----- | ---------------- | ------------------------ | ------------------- | ----------------- | ---------------- | ------------------- |
| 2011 | 44     | 502,0             | 251   | 4,4              | 13,2                     | 30,1                | -4,3              | 13,53            | [ 3 ]               |
| 2012 | 44     | 501,3             | 251   | 5,4              | 12,6                     | 28,4                | -5,9              | 13,33            | [ 8 ]               |

#### Líneas diurnas
| Línea | Origen - Destino                           | Ciudades abastecidas                    | Línea | Origen - Destino                          | Ciudades abastecidas                      | Línea | Origen - Destino                          | Ciudades abastecidas                                              |
| ----- | ------------------------------------------ | --------------------------------------- | ----- | ----------------------------------------- | ----------------------------------------- | ----- | ----------------------------------------- | ----------------------------------------------------------------- |
| M1    | Metro Pep Ventura - Metro Fondo            | Sta. Coloma de G. y Badalona            | B2    | Manresà - Hospital Esperit Sant           | Badalona y Sta. Coloma de G.              | B3    | Llefià - Les Guixeres                     | Badalona                                                          |
| B4    | Mas Ram - Montigalà                        | Badalona                                | B5    | Hospital Esperit Sant - Estació Rodalies  | Sta. Coloma de G. y Badalona              | M6    | Estació Rodalies - Hospital Can Ruti      | Badalona                                                          |
| B7    | Pomar/Estació Rodalies - Estación Rodalies | Badalona y San Adrián de Besós          | B8    | Buenavista - Morera - Bufalá - Buenavista | Badalona                                  | B9    | Buenavista - Bufalá - Morera - Buenavista | Badalona                                                          |
| B12   | Pl. Lluís Company - Hospital Can Ruti      | Moncada y Reixach y Badalona            | B14   | Can Franquesa - Estación Rodalies         | Sta. Coloma de G. y San Adrián de Besós   | B15   | Les Oliveres - Montigalà                  | Sta. Coloma de G. y Badalona                                      |
| B18   | Can Peixauet - Pl. Lluís Companys          | Sta. Coloma de G. y Moncada y Reixach   | M19   | H. Valle de Hebrón - H. Can Ruti          | Barcelona, Badalona y Sta. Coloma de G.   | B20   | Ronda de San Pedro - Oliveres             | Barcelona, Sta. Coloma de G. y San Adrián de Besós                |
| B21   | Besòs - Estación Rodalies                  | Barcelona y San Adrián de Besós         | B23   | Diagonal Mar - Montigalà                  | Barcelona, Badalona y San Adrián de Besós | B24   | Ronda de San Pedro - Hospital Can Ruti    | Barcelona y Badalona                                              |
| B25   | Ronda de San Pedro - B. Pomar              | Barcelona y Badalona                    | M26   | Hospital Can Ruti - Estación Rodalies     | Badalona y San Adrián de Besós            | M27   | B. Oliveres - Centre                      | Sta. Coloma de G. y Badalona                                      |
| M28   | Estación de San Andrés Condal - Can Ruti   | Barcelona, Badalona y Sta. Coloma de G. | B29   | Montigalà - Poliesportiu Municipal        | Badalona, Tiana y Montgat                 | M30   | Can Franquesa - La Virreina -- Tiana      | Sta. Coloma de G., Montgat, Tiana, Badalona y San Adrián de Besós |
| B34   | El Carmelità - Camí d'Alella               | Tiana y Montgat                         | B35   | Can Gaietà - Camí d'Alella                | Tiana y Montgat                           | B80   | Can Franquesa - Santa Eulàlia             | Sta. Coloma de G. y Badalona                                      |
| B81   | Can Franquesa - Hospital Esperit Sant      | Sta. Coloma de G.                       | B82   | Plaça de la Vila - Recinte de Torribera   | Sta. Coloma de G.                         | B84   | Santa Rosa - Cementiri                    | Sta. Coloma de G.                                                 |
| E33   | Edith Llaurador - Can Ruti                 | Tiana y Badalona                        |       |                                           |                                           |       |                                           |                                                                   |

#### Líneas nocturnas

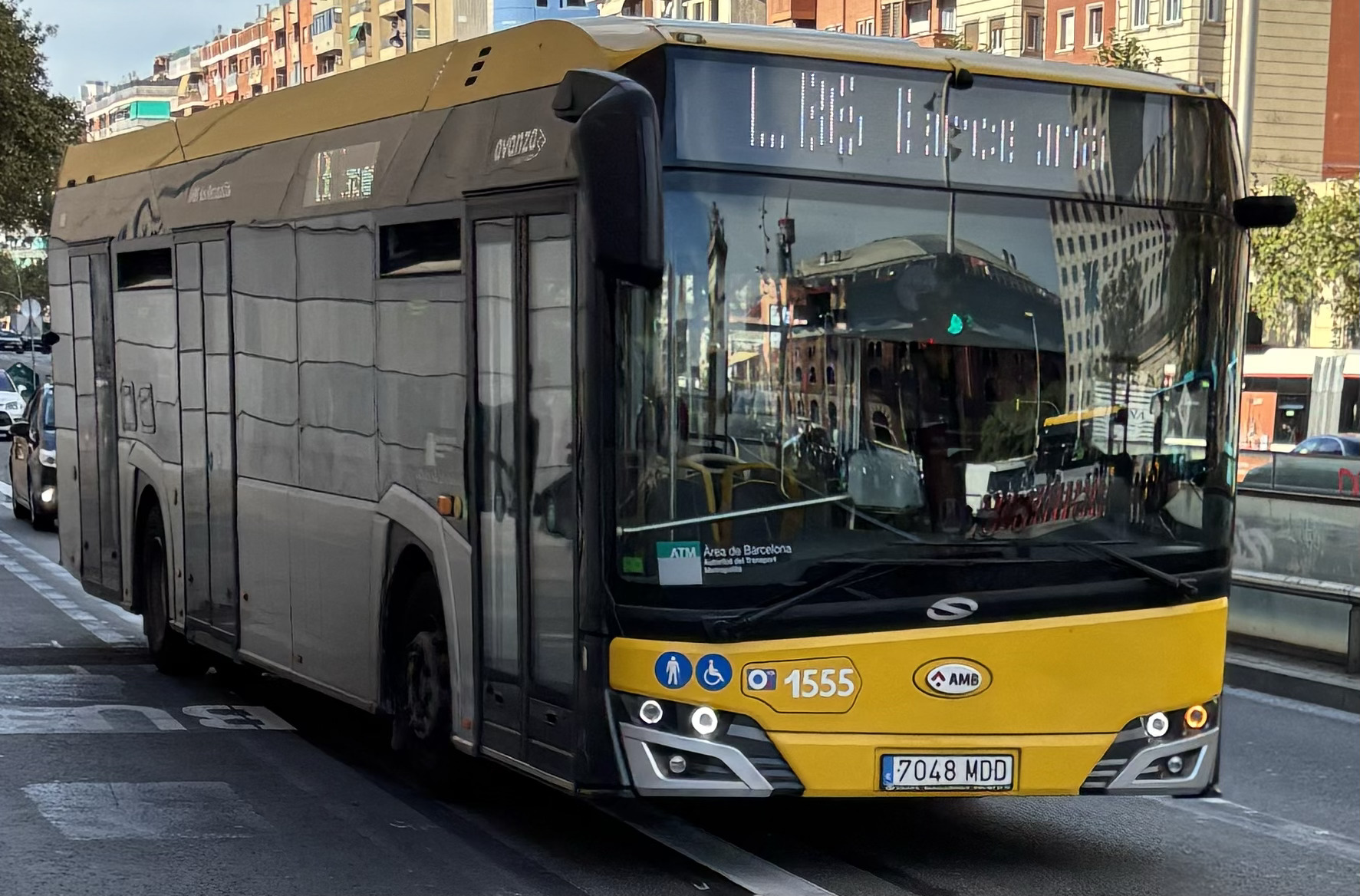
Autobús de la línea L86, operado por Avanza.

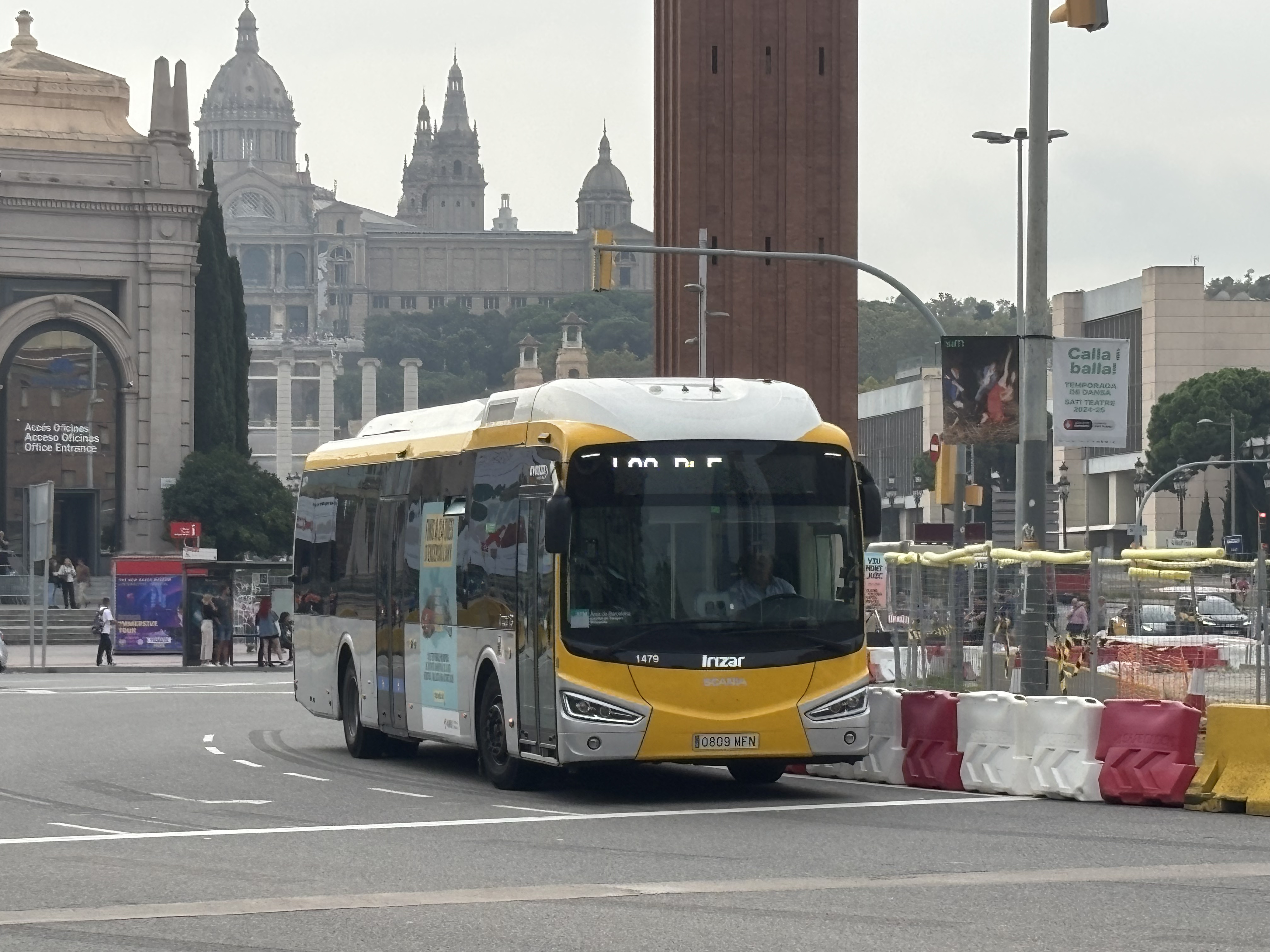
Autobús de la línea L80 en Plaza de España.

| Línea | Origen/destino                                                    | Ciudades abastecidas                                                   |
| ----- | ----------------------------------------------------------------- | ---------------------------------------------------------------------- |
| N0    | Circular                                                          | Barcelona                                                              |
| N1    | Zona Franca (Mercabarna) <-> Roquetes (Aiguablava)                | Barcelona                                                              |
| N2    | Hospitalet de Llobregat (Av. Carrilet) <-> Badalona (Vía Augusta) | Hospitalet de Ll., Barcelona, San Adrián, Sta. Coloma de G. y Badalona |
| N3    | Collblanc (Camí Torre Melina) <-> Moncada y Reixach (Pl. España)  | Hospitalet de Ll., Barcelona y Moncada y R.                            |
| N4    | Carmel (Gran Vista) <-> Via Favència (Metro Canyelles)            | Barcelona                                                              |
| N5    | Carmel (Gran Vista) <-> Pl. Cataluña (El Corte Inglés)            | Barcelona                                                              |
| N6    | Sta. Coloma de G. (Oliveres) <-> Roquetes (Mina de la Ciutat)     | Barcelona, San Adrián, Sta. Coloma de G. y Badalona                    |
| N7    | Pl. Llevant (Fòrum 2004) <-> Pl. Pedralbes                        | Barcelona                                                              |
| N8    | Can Caralleu <-> Sta. Coloma de G. (Can Franquesa)                | Barcelona y Sta. Coloma de G.                                          |
| N9    | Pl. Portal de la Pau <-> Tiana (Edith Llaurador)                  | Barcelona, Sta. Coloma de G., Badalona, Montgat y Tiana                |
| N10   | Sarria (pº. Bonanova)<-> Vallvidrera                              |                                                                        |
| N11   | Pl. Cataluña (FNAC) <-> Badalona (Hospital de Can Ruti)           | Barcelona, Sta. Coloma de G. y Badalona                                |
| N23   | Estación de Sants <-> Montcada i Reixac (Montcada Nova)           | Barcelona, Sta. Coloma de G., Montcada i Reixach                       |
| N24   | La Barceloneta <-> Les Roquetes                                   | Barcelona                                                              |
| N28   | Metro Ernest Lluch <-> Diagonal - Pl. Llevant                     | Barcelona, Sta. Coloma de G.                                           |

### UTE Avanza

#### Estadísticas
|                          | Año 2011 |
| ------------------------ | -------- |
| Líneas                   | 23       |
| Longitud red (km)        | 405'0    |
| Flota                    | 129      |
| Edad media flota         | 4'8      |
| Km recorridos (millones) | 9'6      |
| Viajeros (millones)      | 16'9     |
| Dif. año anterior        | 5'1%     |
| Recaudación (M€)         | 8'96     |

#### Líneas diurnas
| Línea | Origen/Destino                                               | Ciudades abastecidas                                                                | Línea | Origen/Destino                                                                | Ciudades abastecidas                                                              |
| ----- | ------------------------------------------------------------ | ----------------------------------------------------------------------------------- | ----- | ----------------------------------------------------------------------------- | --------------------------------------------------------------------------------- |
| CF1   | Les Botigues <-> Agustina d'Aragó                            | Castelldefels y Sitges                                                              | L86   | Pl. España <-> Can Palmer                                                     | Barcelona, Hospitalet de Ll., Cornellá, San Baudilio, El Prat de Ll. y Viladecans |
| GA1   | Platja de la Pineda <-> Pl. La Sentiu                        | Gavá, Castelldefels y Viladecans                                                    | L87   | Pl. España <-> Can Palmer                                                     | Barcelona, Hospitalet de Ll., Cornellá, San Baudilio, El Prat de Ll. y Viladecans |
| VB1   | Pl. de l'Estació <-> Can Guardiola                           | Viladecans                                                                          | L88   | Pl. de l'Estació <-> La Rodera                                                | Viladecans y San Clemente de Ll.                                                  |
| VB2   | Pl. de l'Estació <-> Can Palmer                              | Viladecans                                                                          | L94   | Rda. Universidad-Pl. Cataluña <-> Pg. Marítim-Port Ginesta                    | Barcelona, Hospitalet de Ll., El Prat de Ll., Gavá, Castelldefels y Sitges        |
| L80   | Pl. España <-> Can Tries-Riera de Sant Llorenç               | Barcelona, Hospitalet de Ll., El Prat de Ll., San Baudilio, Viladecans y Gavá       | L95   | Rda. Universidad-Pl. Cataluña <-> Carles Riba - Av. del Poal                  | Barcelona, Hospitalet de Ll., El Prat de Ll., Gavá y Castelldefels                |
| L81   | Pl. España <-> Can Tries-Riera de Sant Llorenç               | Barcelona, Hospitalet de Ll., El Prat de Ll., San Baudilio, Viladecans y Gavá       | L96   | Av. Maria Girona-Josep Torras i Bages <-> Av. dels Eucaliptus-Av. de Bellamar | San Baudilio, Viladecans, Gavá y Castelldefels                                    |
| L82   | Ciutat de la Justícia <-> Av. Juan Carlos I-Av. l'Eramprunyà | Hospitalet de Ll., Cornellá, San Baudilio, Viladecans y Gavá                        | L97   | Pl. Reina María Cristina <-> Av. dels Eucaliptus-Av. de Bellamar              | Barcelona, San Baudilio, Viladecans, Gavá y Castelldefels                         |
| L85   | Ciutat de la Justícia <-> Av. Juan Carlos I-Av. l'Eramprunyà | Hospitalet de Ll., Cornellá, Esplugas de Llobregat, San Baudilio, Viladecans y Gavá | L99   | Aeropuerto-Aparcameintos empleados T1 <-> Santiago Rusiñol-Doctor Trueta      | El Prat de Ll., San Baudilio, Viladecans, Gavá y Castelldefels                    |

#### Líneas nocturnas
| Línea | Origen/Destino                                                            | Ciudades abastecidas                                                                                    |
| ----- | ------------------------------------------------------------------------- | --- |
| N12   | Pg. Colom <-> Ctra. Laureà Mirò                                           | Barcelona, Esplugas de Ll., San Justo Desvern, San Juan D. y San Feliu de Ll.                           |
| N13   | Pl. Urquinaona <-> Parc Sanitari Sant Joan de Déu                         | Barcelona, Hospitalet de Ll., Cornellá y San Baudilio                                                   |
| N14   | Rda. Universidad - Pl. Cataluña <-> Santiago Rusiñol - Doctor Trueta      | Barcelona, Hospitalet de Ll., Esplugas de Ll., Cornellá, San Baudilio, Viladecans, Gavá y Castelldefels |
| N15   | Pg. Colom - Cap. General <-> Torreblanca - Av. Generalitat                | Barcelona, Hospitalet de Ll., Esplugas de Ll., Cornellá y San Juan D.                                   |
| N16   | Rda. Universidad - Pl. Cataluña <-> Av. dels Eucaliptus - Av. de Bellamar | Barcelona, Hospitalet de Ll., El Prat de Ll., San Baudilio, Viladecans, Gavá y Castelldefels            |
| N17   | Ronda Universidad - Pl. de Cataluña <-> Terminal Aeropuerto T1            | Barcelona, Hospitalet de Ll. y El Prat de Ll.                                                           |
| N18   | Ronda Universidad - Pl. de Cataluña <-> Terminal Aeropuerto T1            | Barcelona, Hospitalet de Ll. y El Prat de Ll.                                                           |
| N19   | Estación del Prat <-> Pº del Pitort                                       | El Prat de Ll., San Baudilio, Viladecans, Gavá y Castelldefels                                          |
| N20   | Pl. Urquinaona <-> Parc Sanitari Sant Joan de Déu (Exprés)                | Barcelona, Hospitalet de Ll., San Baudilio,                                                             |

### Soler i Sauret

#### Estadísticas
|                          | Año 2011 |
| ------------------------ | -------- |
| Líneas                   | 7        |
| Longitud red (km)        | 40'0     |
| Flota                    | 15       |
| Edad media flota         | 6'0      |
| Km recorridos (millones) | 0'8      |
| Viajeros (millones)      | 1'6      |
| Dif. año anterior        | 3'4%     |
| Recaudación (M€)         | 0'59     |

#### Líneas
| Línea | Origen/Destino                                               | Ciudades abastecidas                                 | Línea | Origen/Destino                                                                   | Ciudades abastecidas                                      |
| ----- | ------------------------------------------------------------ | ---------------------------------------------------- | ----- | -------------------------------------------------------------------------------- | --------------------------------------------------------- |
| SF1   | Pl. Estació -> Pl. Estació                                   | San Feliú de Llobregat                               | L51   | Buenos Aires-Av. Sarrià -> San Felíu-> Buenos Aires-Av. Sarrià                   | Barcelona, Esplugas de Llobregat y San Justo Desvern      |
| SF2   | Pl. Estació -> Pl. Estació                                   | San Feliú de Llobregat                               | JM    | Pl. Montfalcone <-> Av. de l'Exèrcit-Gonzàlez Tablas                             | Barcelona, Esplugas de Llobregat y San Justo Desvern      |
| EP1   | Esplugas (La Miranda) <-> St. Joan de Déu - Z. Universitaria | Barcelona, Esplugas de Llobregat y San Justo Desvern | JT    | Av. Baix Llobregat-Hospital Comarcal M. Broggi <-> Lourdes-Ntra. Sra. de Lourdes | San Juan Despí, Esplugas de Llobregat y San Justo Desvern |
| EP2   | Línea EP2 de Soler i Sauret                                  | Esplugas de Llobregat y San Justo Desvern            |       |                                                                                  |                                                           |

### Moventis(antes Rosanbus, SL y TCC)

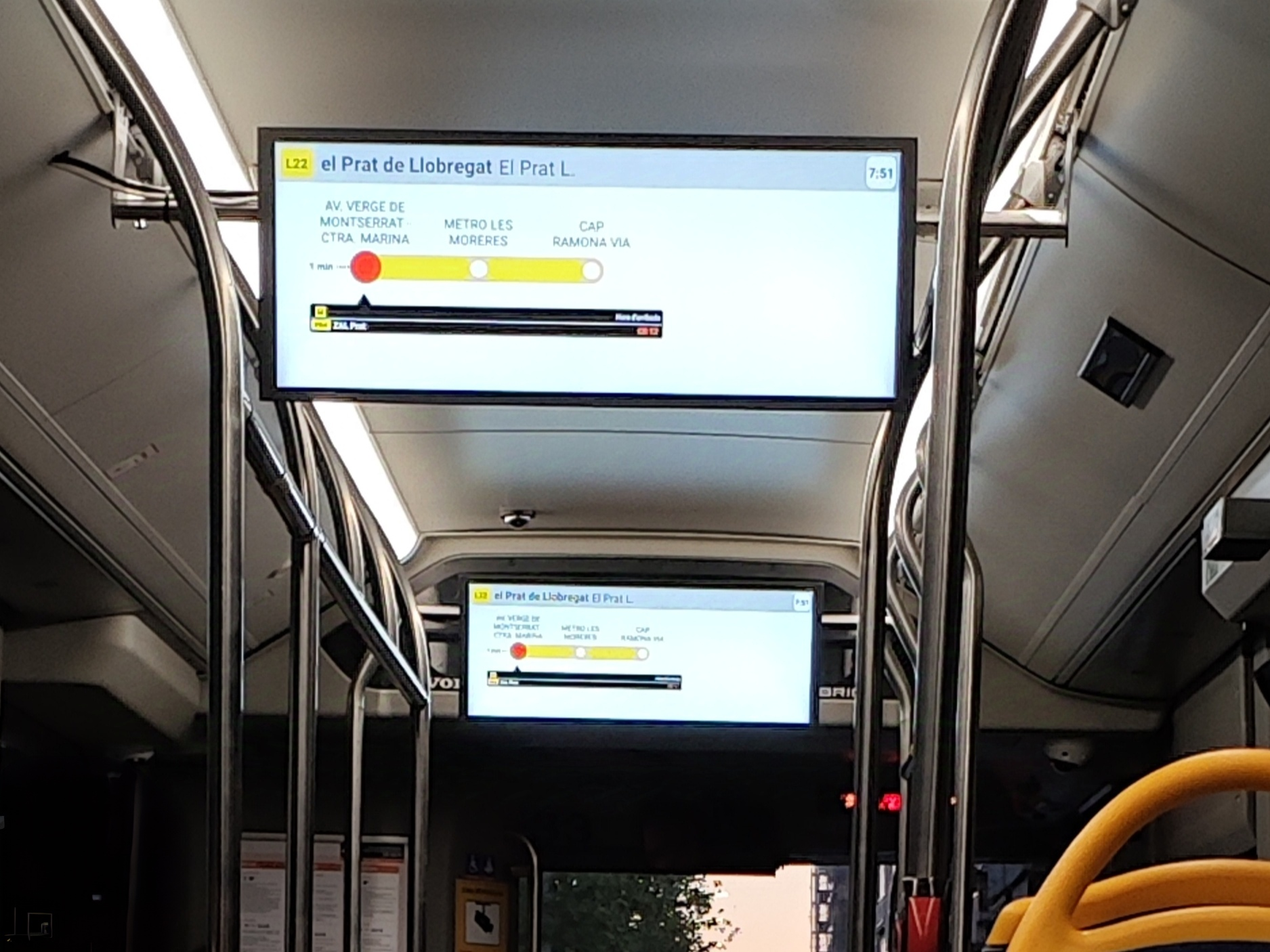
Otro ejemplo del nuevo sistema de información y videovigilancia en los autobuses de toda el AMB.

#### Estadísticas
|                          | Año 2011 |
| ------------------------ | -------- |
| Líneas                   | 10       |
| Longitud red (km)        | 103'0    |
| Flota                    | 59       |
| Edad media flota         | 4'9      |
| Km recorridos (millones) | 3'4      |
| Viajeros (millones)      | 10'6     |
| Dif. año anterior        | 8'6%     |
| Recaudación (M€)         | 4'84     |

#### Líneas
| Línea | Origen/Destino                                 | Ciudades abastecidas                           | Línea | Origen/Destino                                                                         | Ciudades abastecidas                                                     |
| ----- | ---------------------------------------------- | ---------------------------------------------- | ----- | -------------------------------------------------------------------------------------- | ------------------------------------------------------------------------ |
| LH1   | Tanatori <-> Hospital Duran i Reynals          | Hospitalet de Ll.                              | CJ    | Pl. Països Catalans-Estación de Sants <-> Ciutat de la Justícia-Av. Carrilet/Escultura | Barcelona y Hospitalet de Ll.                                            |
| LH2   | Tanatori <-> Hospital Duran i Reynals          | Barcelona, Hospitalet de Ll. y Esplugas de Ll. | M12   | Gran Via Carles III-Av Diagonal <-> Pl. Joan Miró-Centre comercial                     | Barcelona, Hospitalet de Ll. y Cornellá                                  |
| PR1   | Aeropuerto-T1 <-> Aeropuerto-T2-AB             | El Prat de Ll.                                 | M14   | Rbla. Marina-Mercat de Bellvitge <-> Flos i Calcat-Sarasate                            | Barcelona y Hospitalet de Ll.                                            |
| PR2   | Estació Renfe <-> Riu Llobregat-Sant Cosme     | El Prat de Ll.                                 | L16   | Av. Tomás Giménez-Pubilla Cases <-> Minería-Zona Franca                                | Barcelona y Hospitalet de Ll.                                            |
| PR3   | Estació de Renfe <-> Platja de El Prat-Mirador | El Prat de Ll.                                 | L20   | Aigües del Prat <-> Hospital Moisès Broggi                                             | El Prat de Ll., Hospitalet de Ll., Esplugas de Ll. y San Justo Desvern   |
| PR4   | Estació Renfe -> Av. dels Ports d'Europa-ZAL   | Barcelona y El Prat de Ll.                     | L21   | Campus Universitari Bellvitge <-> Jaume Balmes - Consell Comarcal                      | Hospitalet de Ll., Esplugas de Ll., San Justo Desvern y San Feliu de Ll. |
| PR5   | CEM Estruch <-> Platja de El Prat-Mirador      | El Prat de Ll.                                 |       |                                                                                        |                                                                          |

| Línea | Origen/Destino                              | Ciudades abastecidas             |
| ----- | ------------------------------------------- | -------------------------------- |
| X30   | Santt Just Desvern <-> Barcelona            | Barcelona                        |
| 88    | Paralelo <-> Port-ZAL                       | Barcelona                        |
| 89    | Paralelo <-> Cal Truco (ZAL)                | Barcelona                        |
| T2A   | Plaza Cataluña <–> Tibidabo                 | Barcelona                        |
| T2B   | Sant Genís <–> Valle de Hebrón <–> Tibidabo | Barcelona                        |
| T2C   | Valldoreix <-> San Cugat <-> Tibidabo       | Barcelona y San Cugat del Vallés |

### UTE Monbus Julià

#### Estadísticas
|                          | Año 2011 |
| ------------------------ | -------- |
| Líneas                   | 13       |
| Longitud red (km)        | 138'0    |
| Flota                    | 56       |
| Edad media flota         | 4'6      |
| Km recorridos (millones) | 4'0      |
| Viajeros (millones)      | 7'9      |
| Dif. año anterior        | 10'8%    |
| Recaudación (M€)         | 3'54     |

#### Líneas
| Línea | Origen/Destino                              | Ciudades abastecidas                                           | Línea | Origen/Destino                                   | Ciudades abastecidas                                        |
| ----- | ------------------------------------------- | -------------------------------------------------------------- | ----- | ------------------------------------------------ | ----------------------------------------------------------- |
| SB1   | Camps Blancs <-> Molí Nou                   | San Baudilio                                                   | L74   | Pl. Forces Armades <-> Av. República Argentina   | Cornellá y San Baudilio                                     |
| SB2   | Estació FGC <-> Camps Blancs                | San Baudilio                                                   | M75   | Av. República Argentina <-> Pl. Forces Armades   | Cornellá, Esplugas de Ll. y San Baudilio                    |
| SB3   | Tanatori <-> Marianao                       | San Baudilio                                                   | L76   | Parc Sanitari St. Joan de Déu <-> Urb. Cesalpina | San Baudilio, Santa Coloma de Cervelló y Torrellas de Ll.   |
| L46   | Av. Salvador Allende <-> Tudona-Pl. Parador | Cornellá, Esplugas de Ll., San Juan Despí y San Justo Desvern  | L77   | Hospital Comarcal M. Broggi <-> Aeropuerto T1    | El Prat de Ll., Cornellá, San Baudilio y San Juan Despí     |
| L52   | Ciutat de la Justícia <-> San Feliu         | Hospitalet de Ll., Cornellá, San Feliu de Ll. y San Juan Despí | L78   | San Baudilio <-> El Prat                         | El Prat de Ll. y San Baudilio                               |
| L70   | Pl. España <-> Ciutat Cooperativa           | Barcelona, Hospitalet de Ll., El Prat de Ll. y San Baudilio    | X70   | Pl. España <-> Ciutat Cooperativa                | Barcelona, Hospitalet de Ll., El Prat de Ll. y San Baudilio |
| L72   | Pl. España <-> Ciutat Cooperativa           | Barcelona, Hospitalet de Ll., El Prat de Ll. y San Baudilio    | X79   | Av. Diagonal-l'Illa <-> Estació FGC Molí Nou     | Barcelona, San Juan Despí y San Baudilio                    |

### Sagalés
La empresa sagalés es la operadora del Autobús de Nou Barris, distrito de Barcelona. Actualmente opera 4 líneas que formal la red de Bus Nou Barris.

#### Estadísticas
|                          | Año 2011 |
| ------------------------ | -------- |
| Líneas                   | 4        |
| Longitud red (km)        | 26'5     |
| Flota                    | 5        |
| Edad media flota         | 7'0      |
| Km recorridos (millones) | 0'4      |
| Viajeros (millones)      | 0'5      |
| Dif. año anterior        | 5'0%     |
| Recaudación (M€)         | 0'16     |

#### Líneas
| Línea | Origen/Destino                                | Ciudades abastecidas |
| ----- | --------------------------------------------- | -------------------- |
| 80    | Pl. Llucmajor <-> Vallbona (por Via Júlia)    | Barcelona            |
| 81    | Pl. Llucmajor <-> Vallbona (por Les Roquetes) | Barcelona            |
| 82    | Pl. Virrei Amat <-> Torre Baró                | Barcelona            |
| 83    | Ciutat Meridiana <-> Torre Baró-Vallbona      | Barcelona            |

### Monbus

#### Estadísticas
|                          | Año 2011 |
| ------------------------ | -------- |
| Líneas                   | 2        |
| Longitud red (km)        | 9'0      |
| Flota                    | 9        |
| Edad media flota         | 2'8      |
| Km recorridos (millones) | 0'4      |
| Viajeros (millones)      | 1'9      |
| Dif. año anterior        | -16'5%   |
| Recaudación (M€)         | 0'70     |

#### Líneas
| Línea | Origen/Destino                 | Ciudades abastecidas |
| ----- | ------------------------------ | -------------------- |
| 86    | Tajo <-> Calderón de la Barca  | Barcelona            |
| 87    | Trav. Gràcia <-> Pg. Maragall  | Barcelona            |
| A1    | Pl. Cataluña <-> Aeropuerto T1 | Barcelona, El Prat   |
| A2    | Pl. Cataluña <-> Aeropuerto T2 | Barcelona, El Prat   |

## Modelos de autobuses utilizados

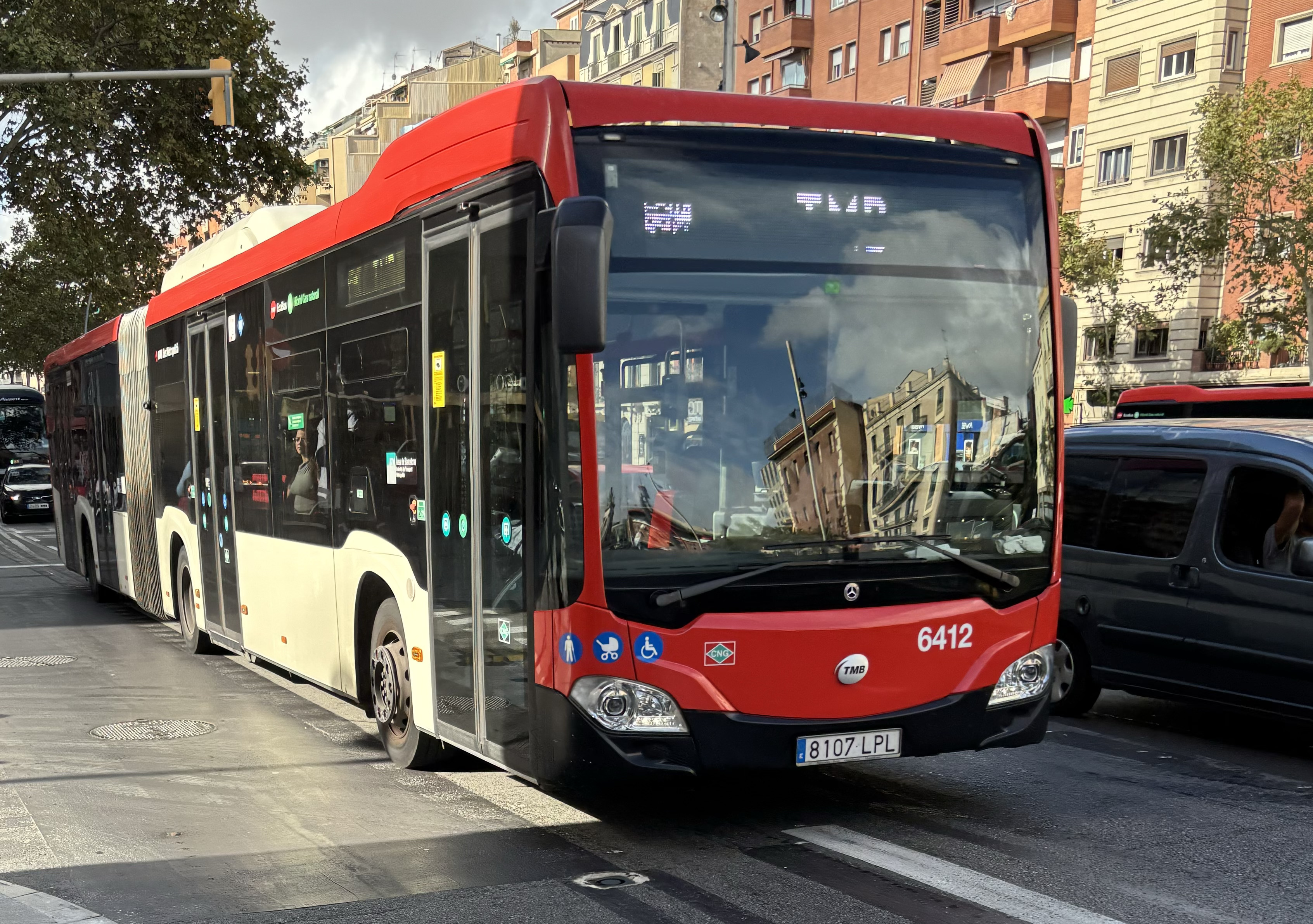
Mercedes-Benz Citaro C2.
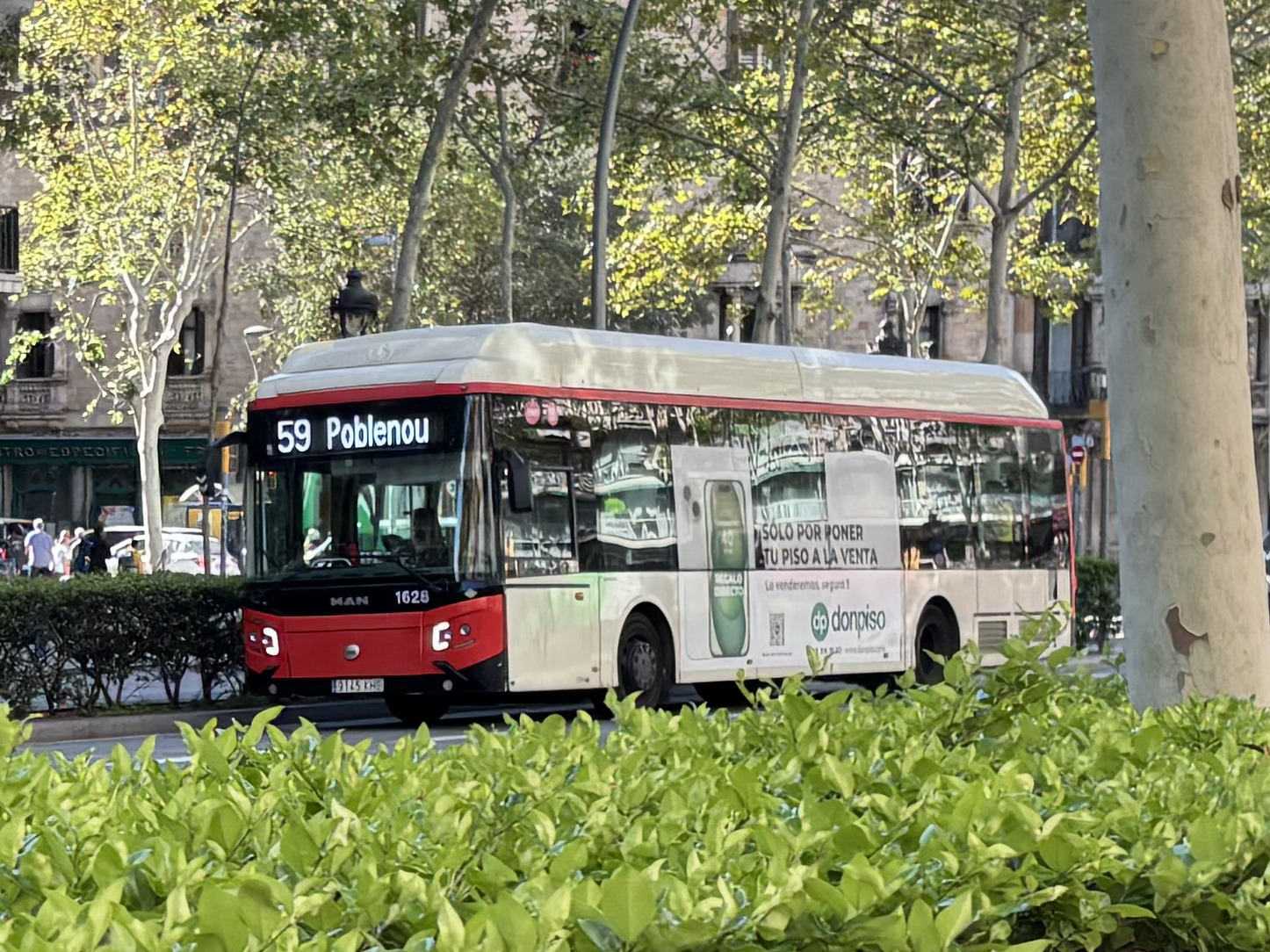
MAN Lion's City G.
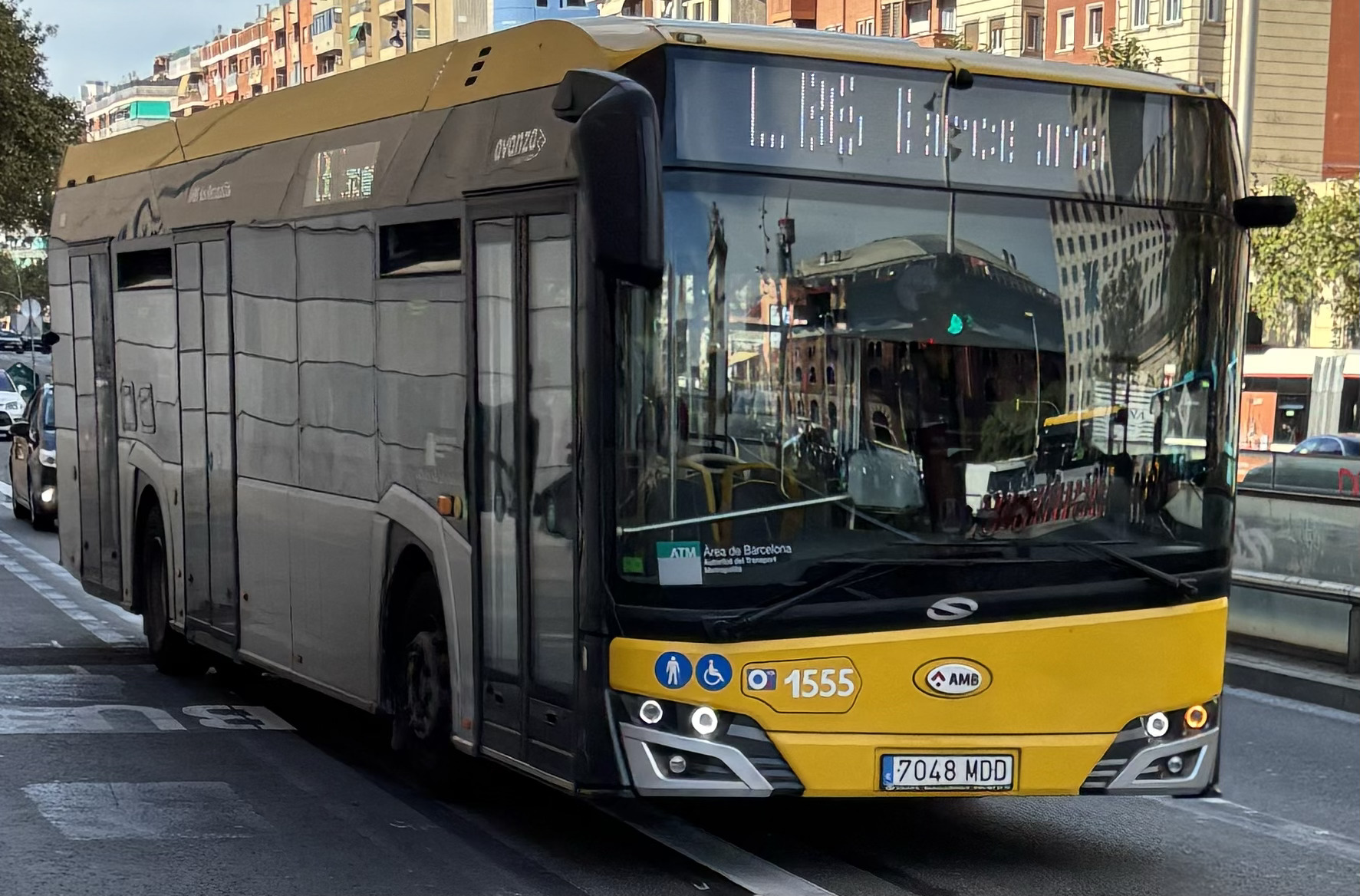
Solaris Urbino Hybrid 2293.
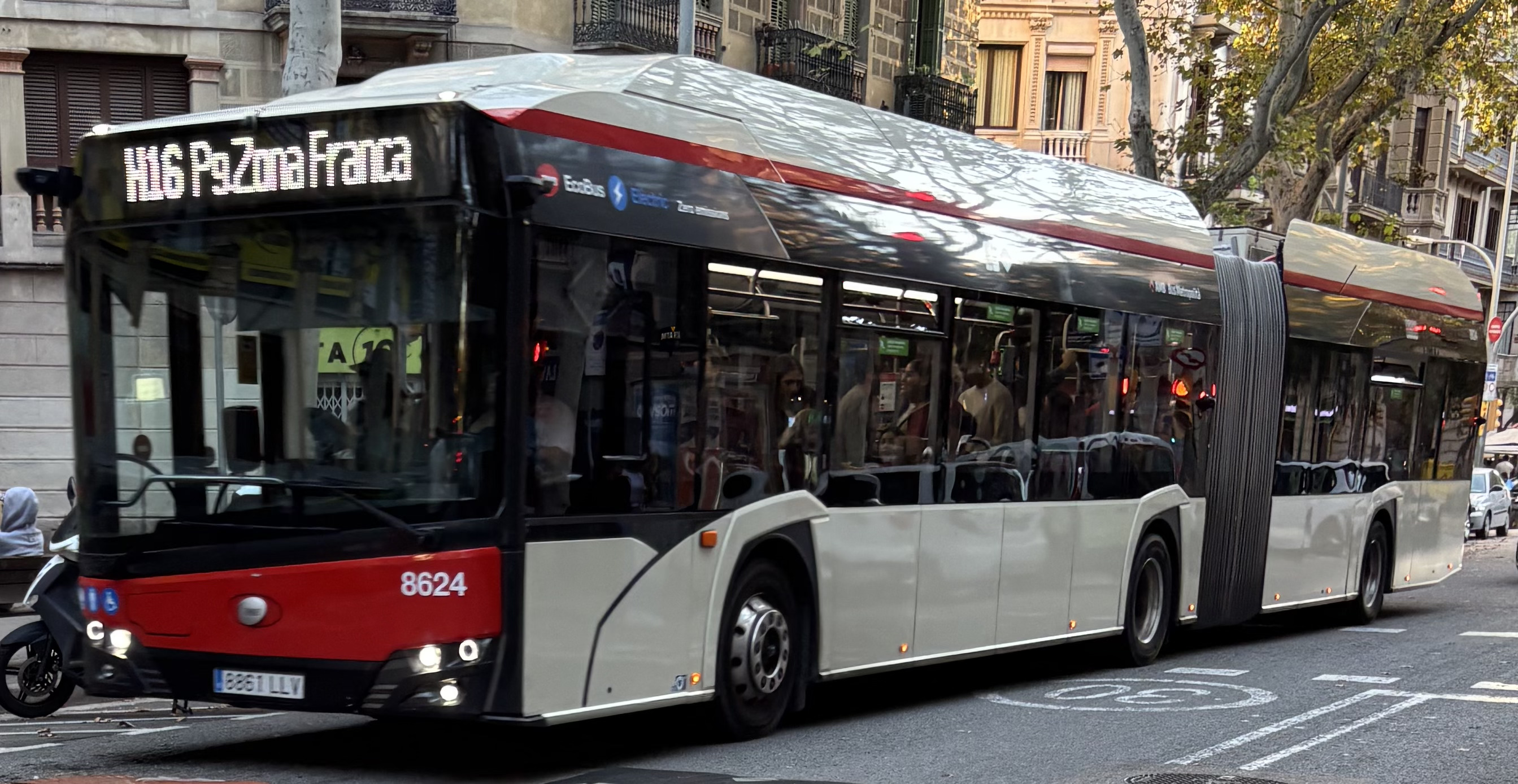
Solaris Urbino 18 Electric.
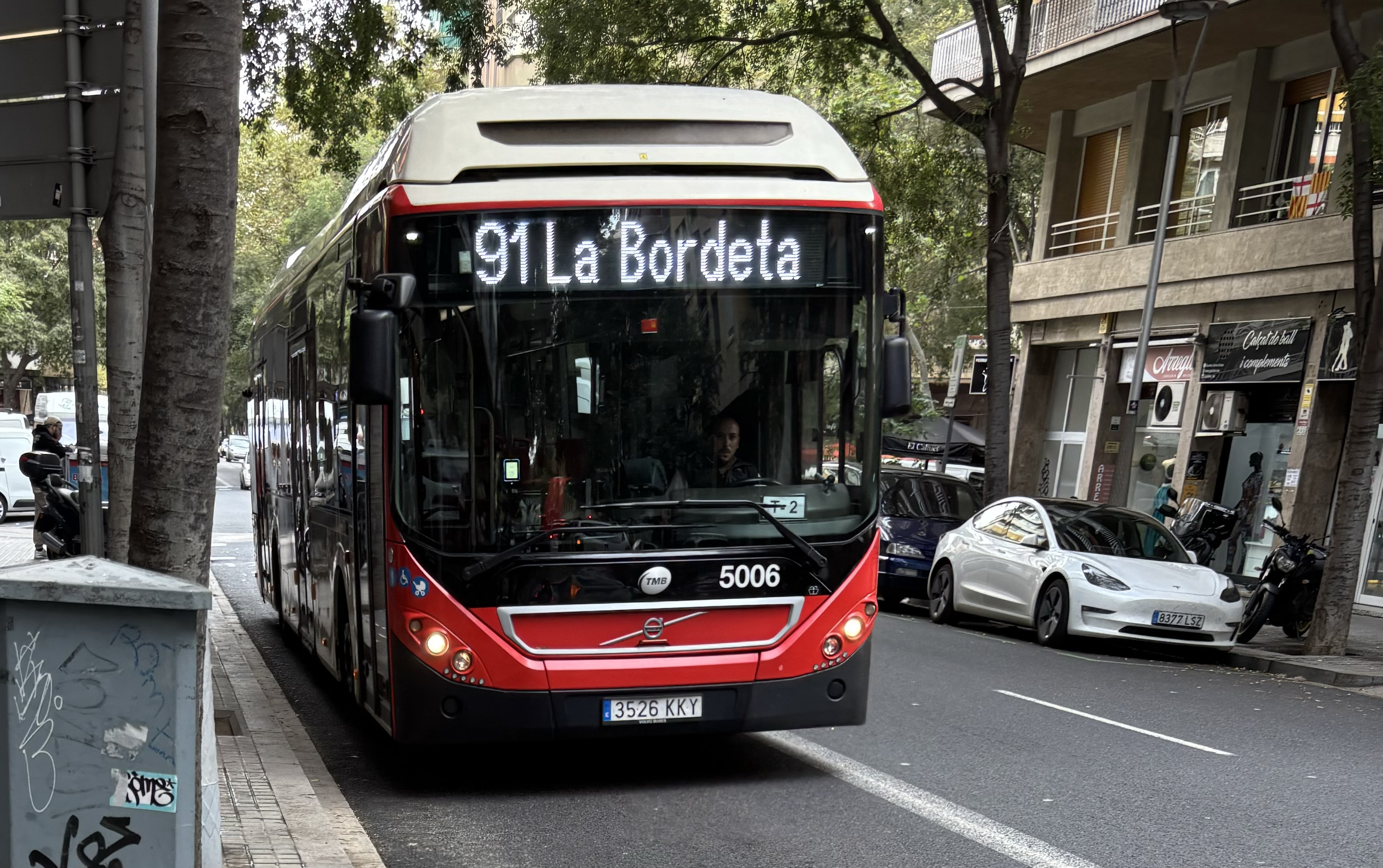
Volvo 7900 Hybrid.
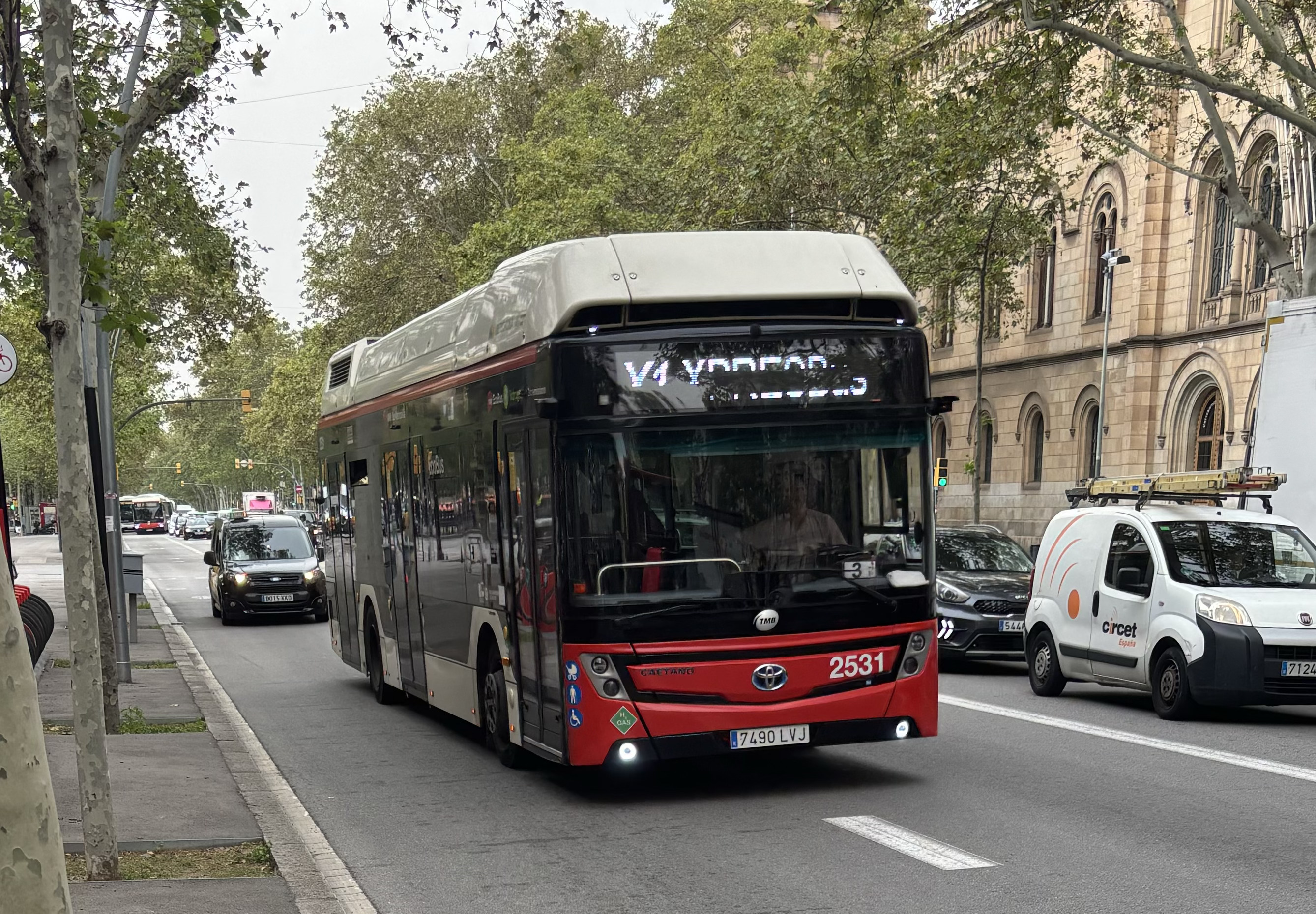
Toyota Caetano H2 City Gold LHD.
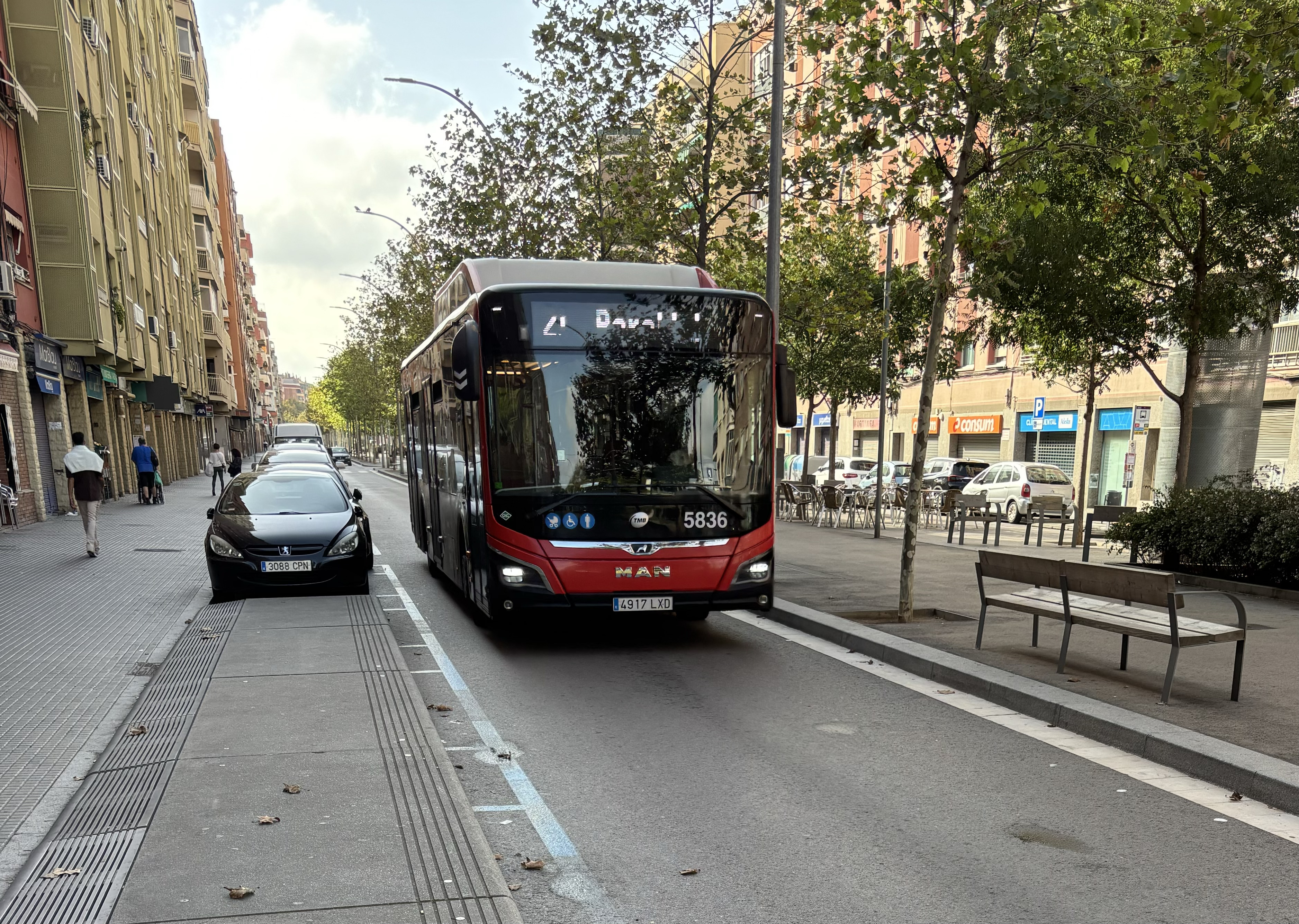
MAN Lion's City 12 G Hybrid.
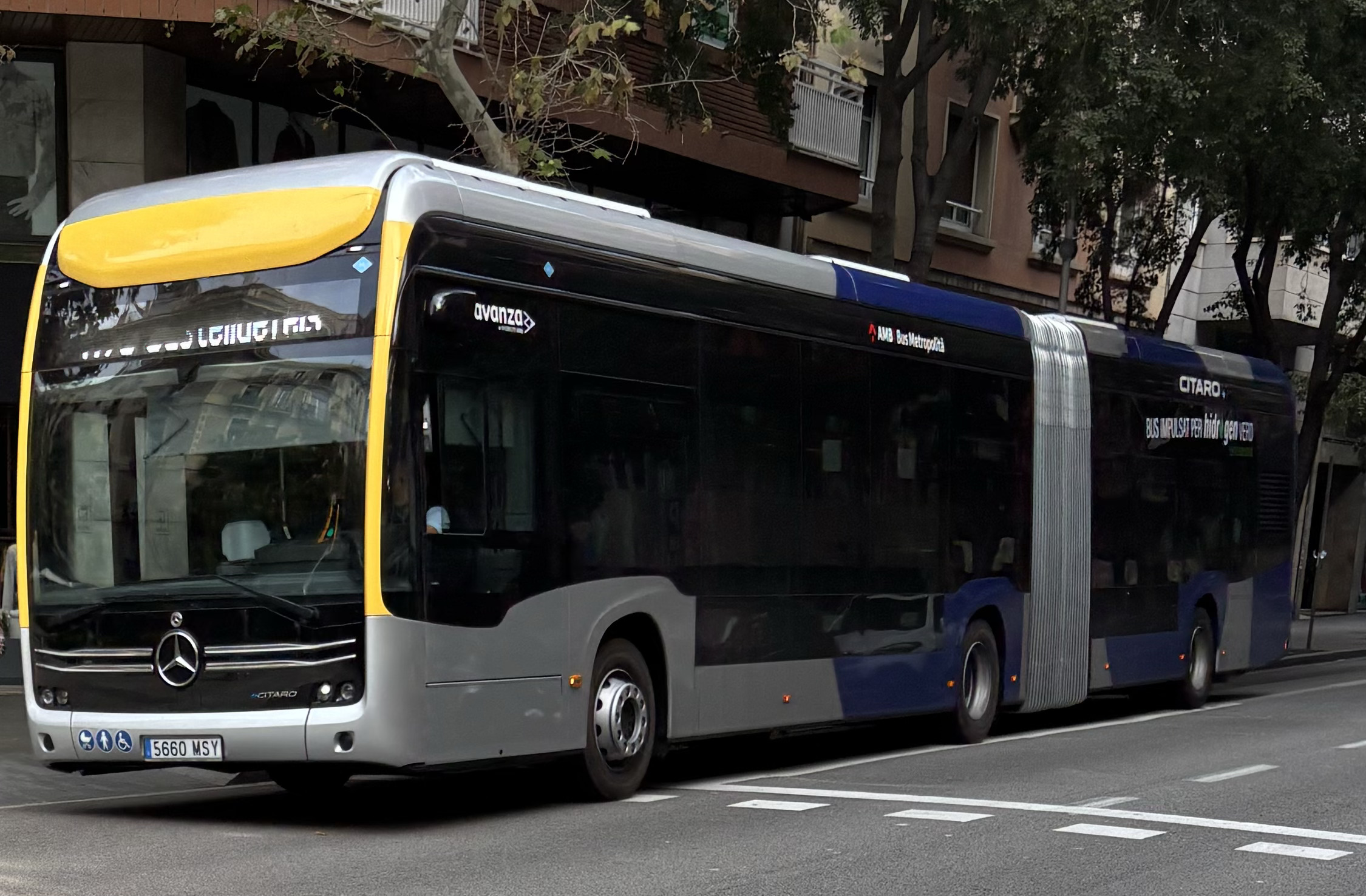
Mercedes-Benz eCitaro.
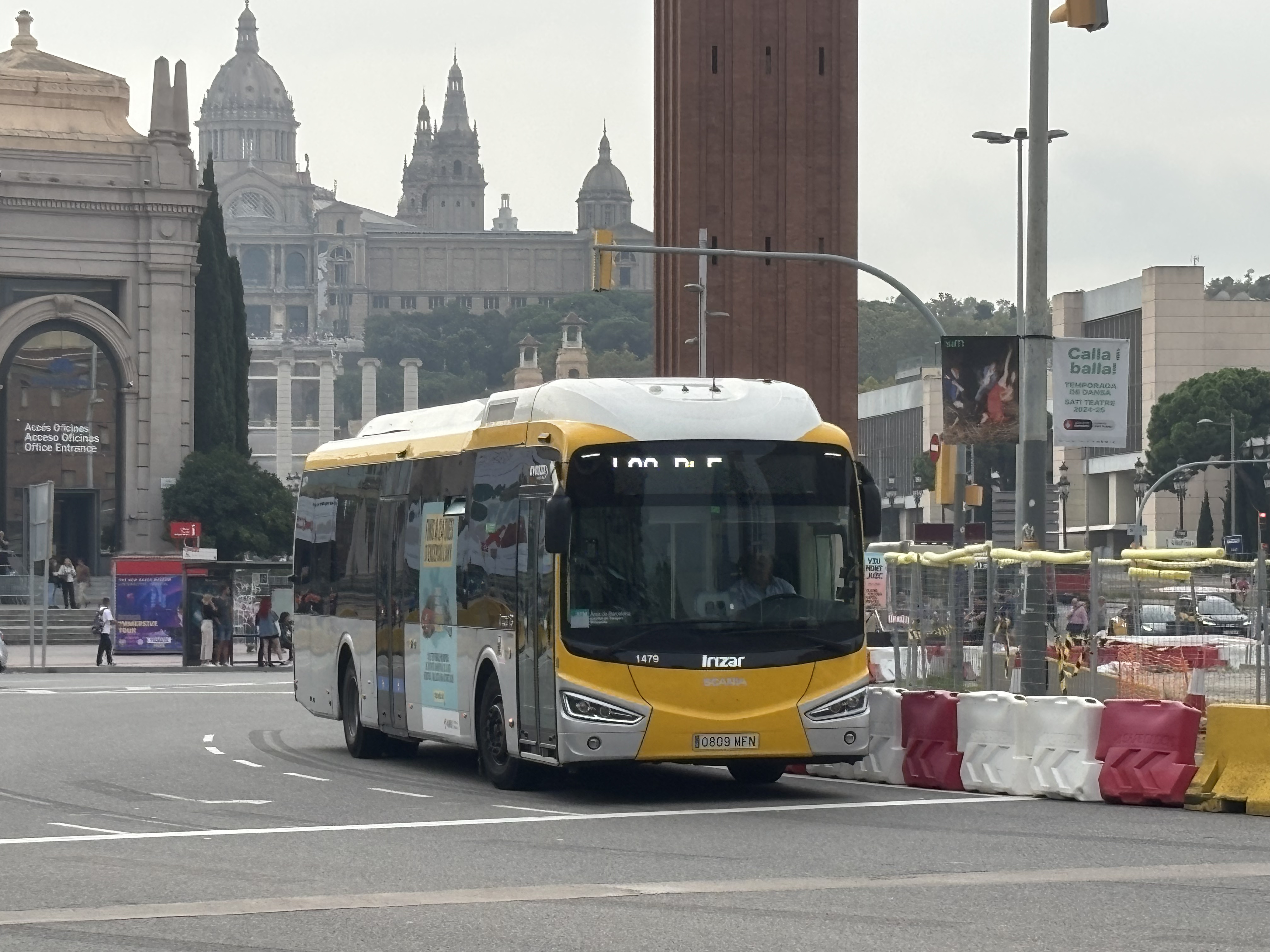
Irizar I3 híbrido Scania.
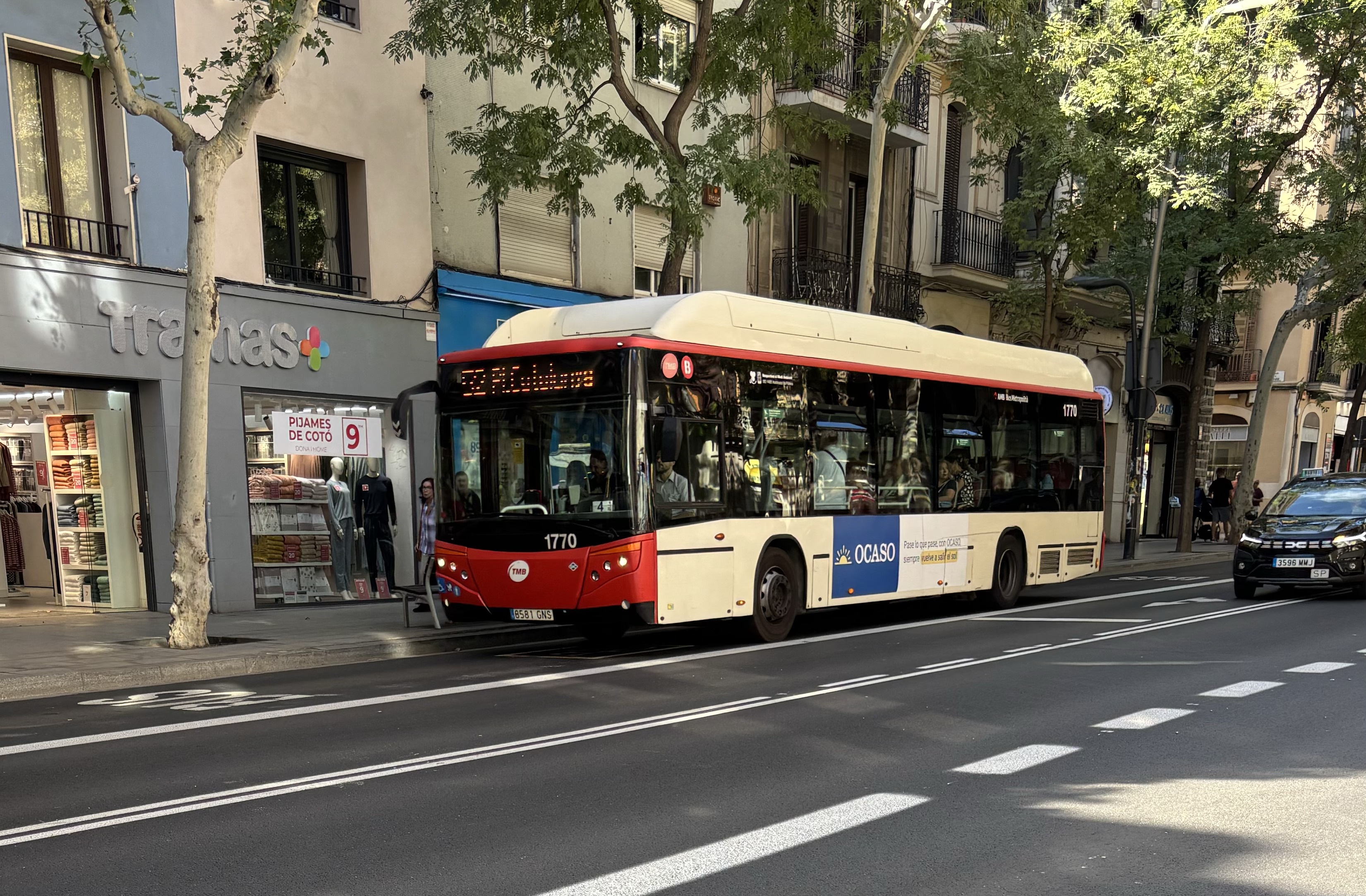
IVECO serie 1400.
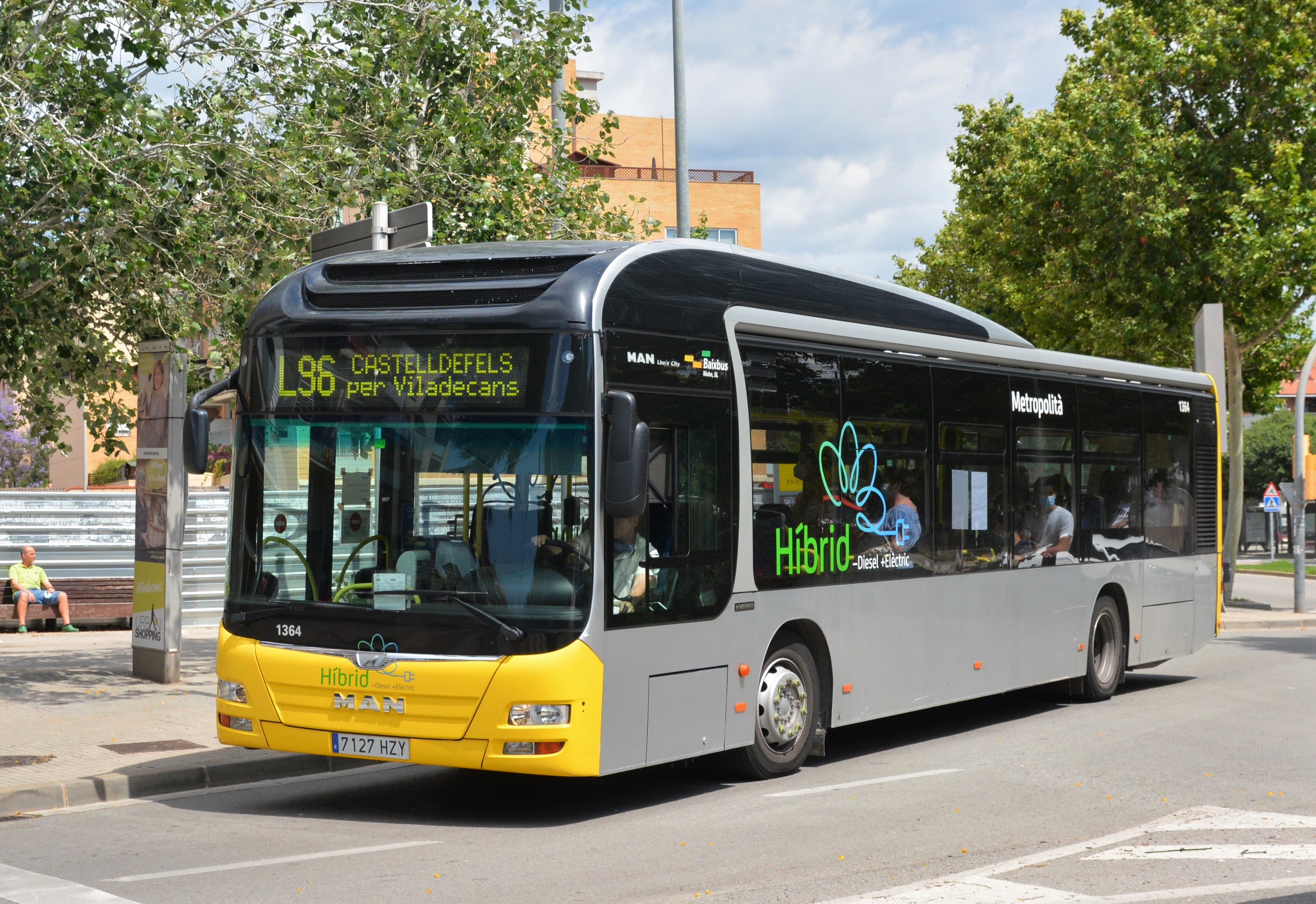
Man Lion,s City Hybrid.
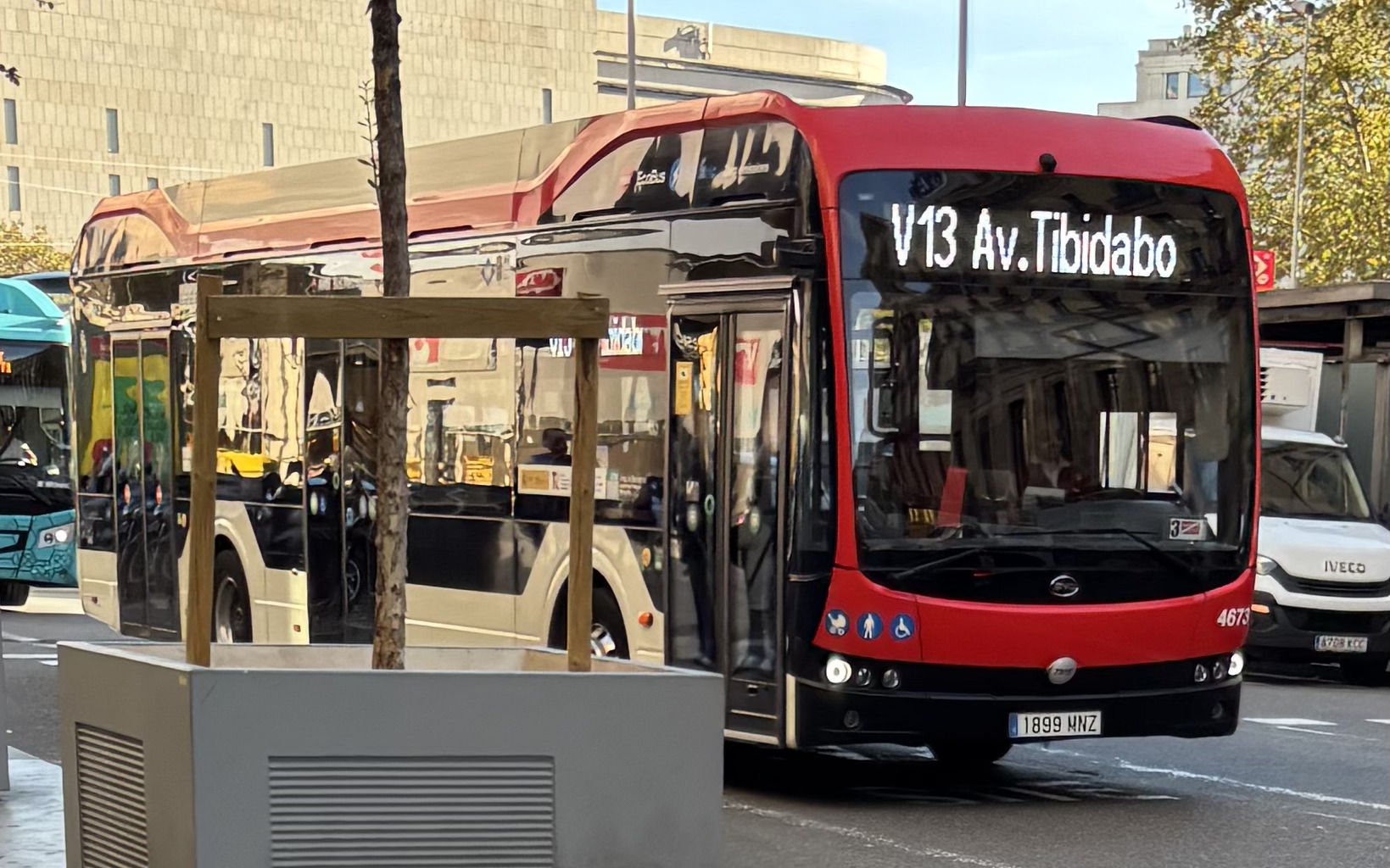
BYD eBus K9UD.
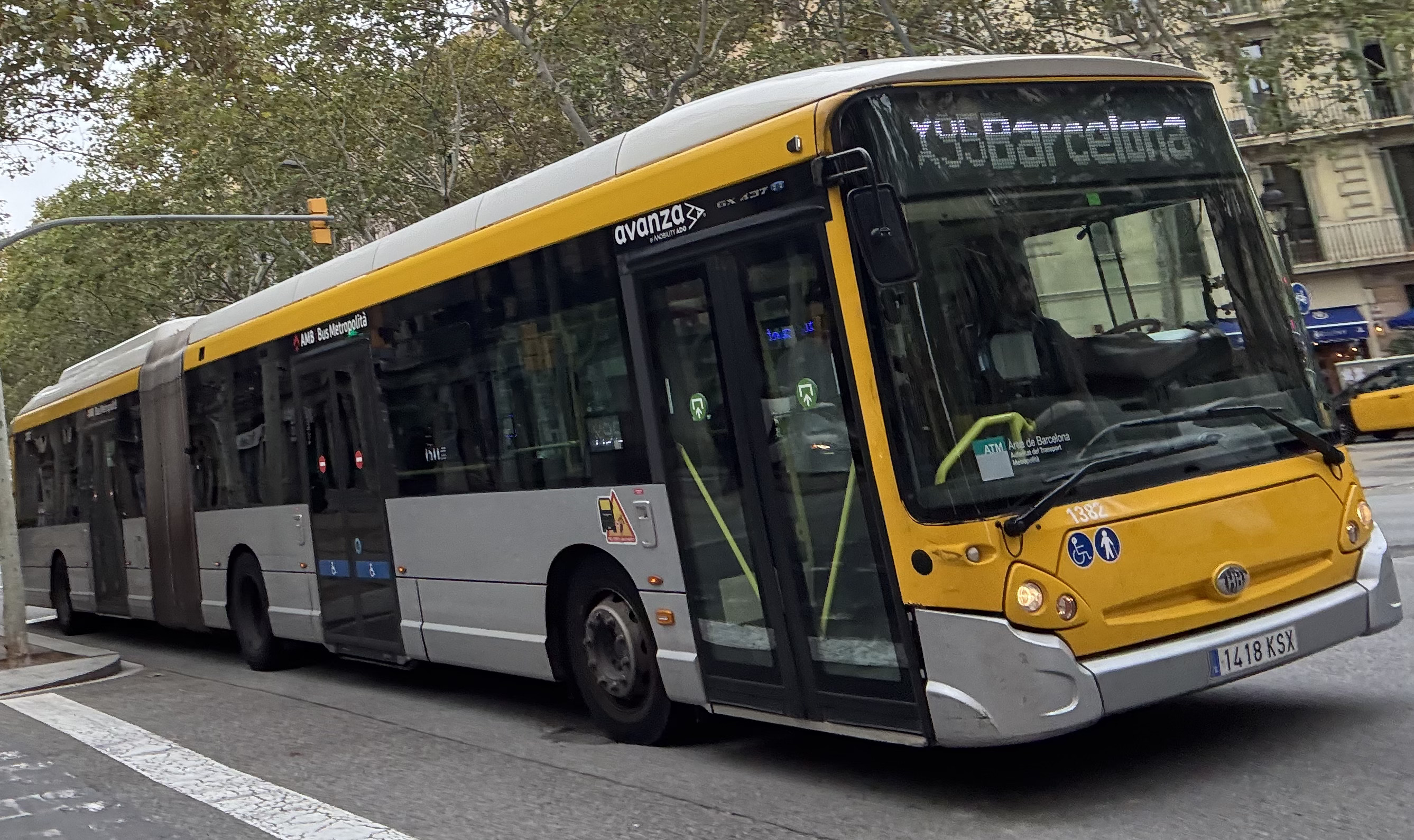
Heuliez Gx 437 Hyb 1388.
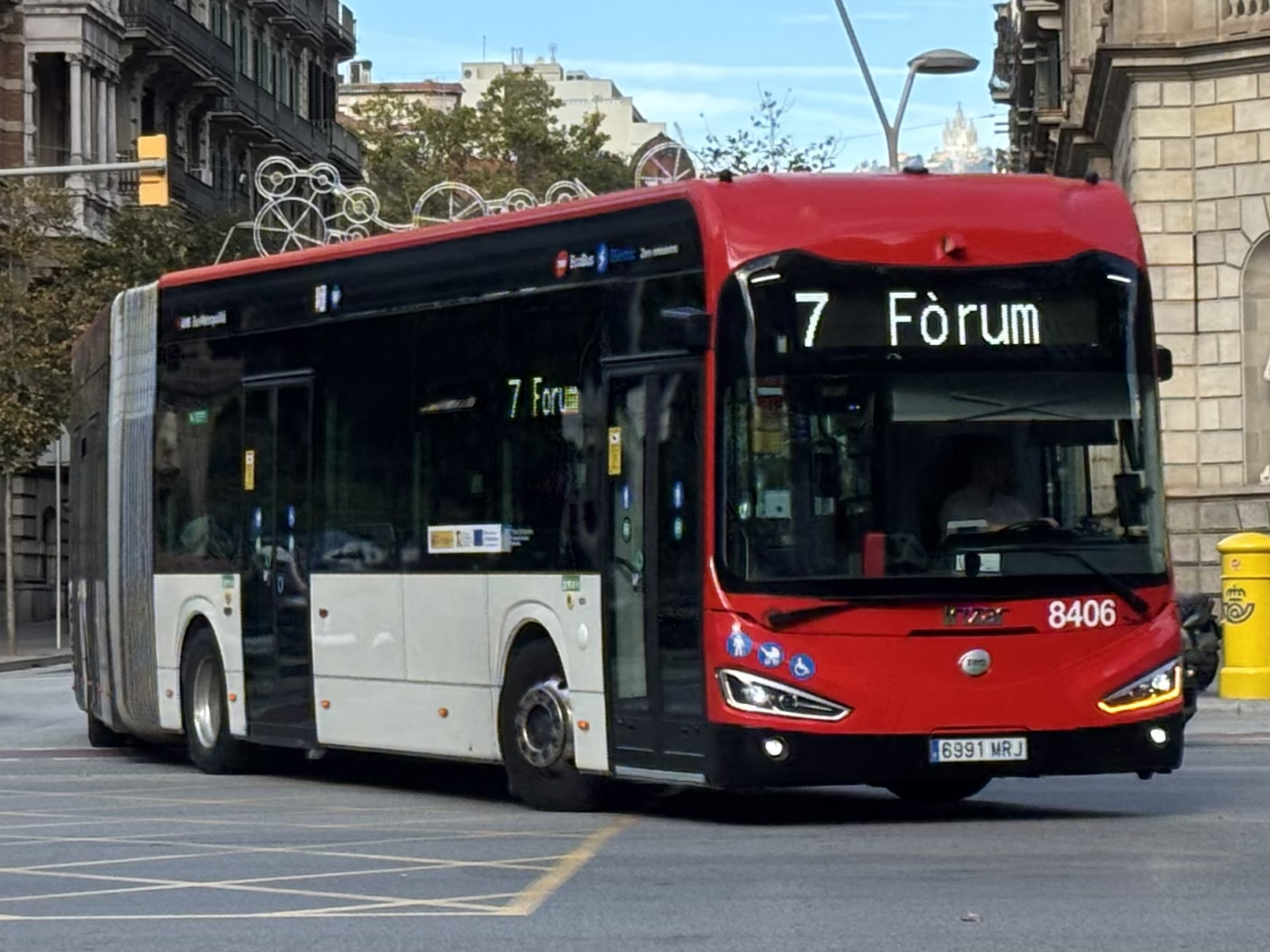
Irizar i2e eléctrico.
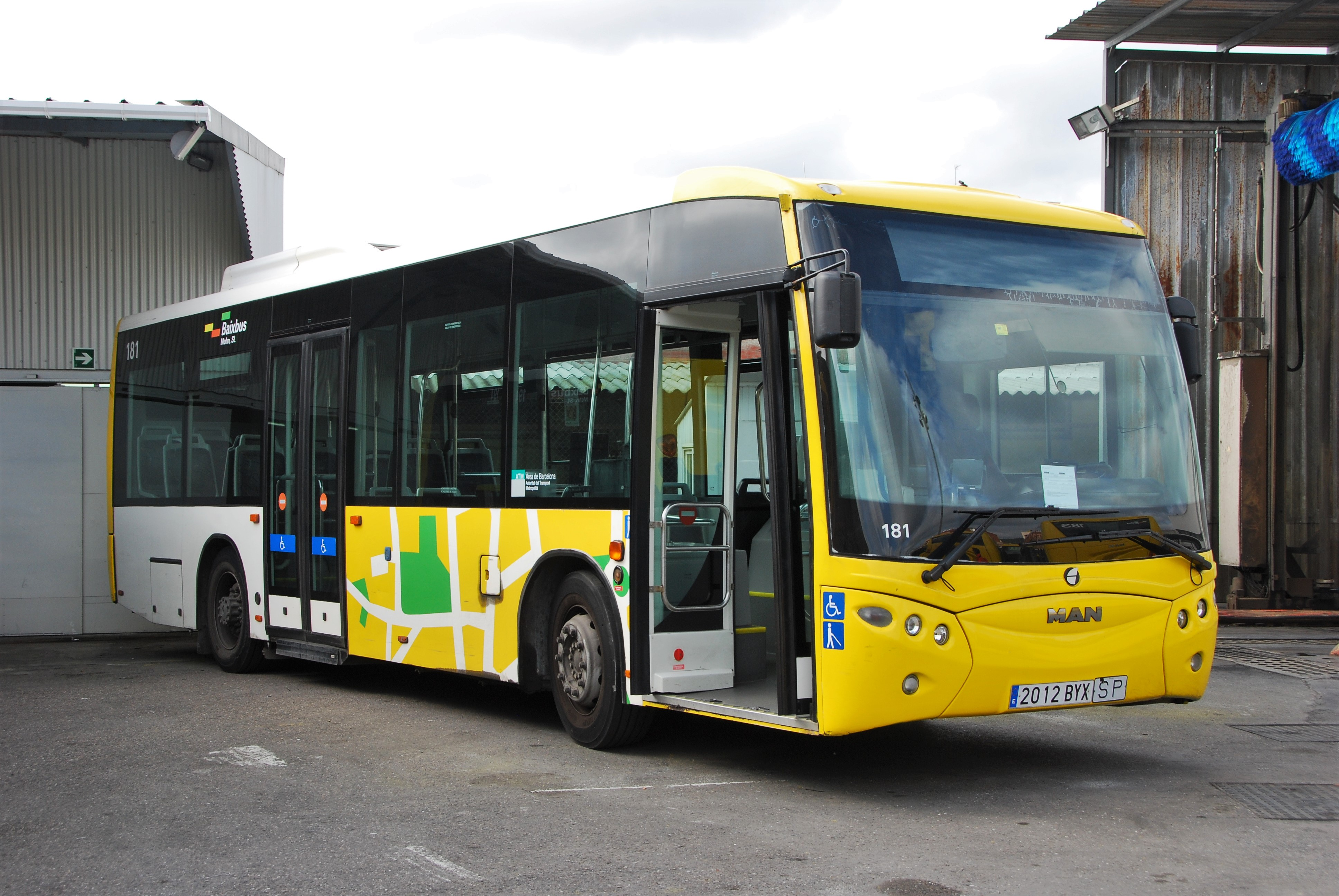
Man NM223F.
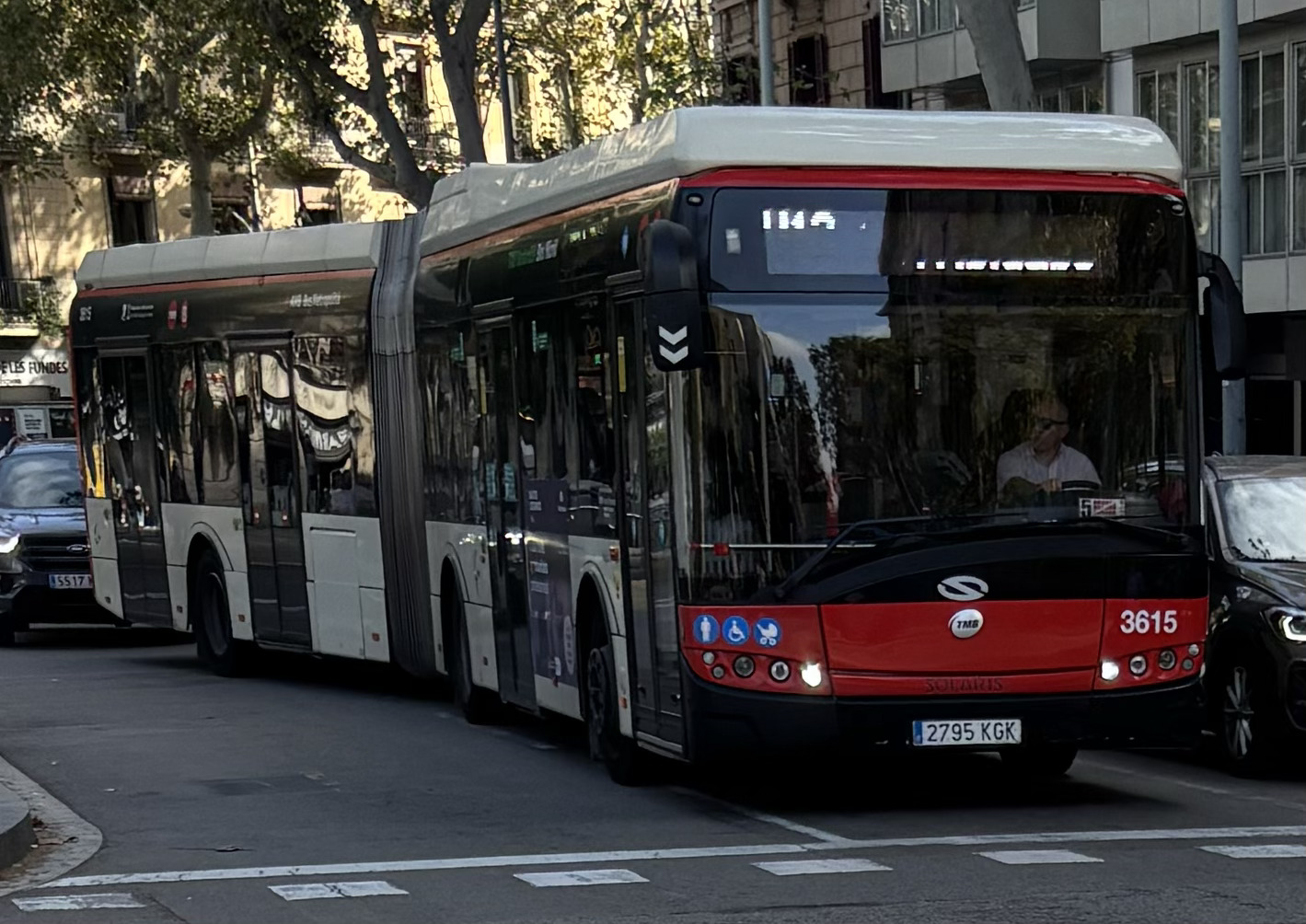
Solaris Urbino 18 Hybrid.
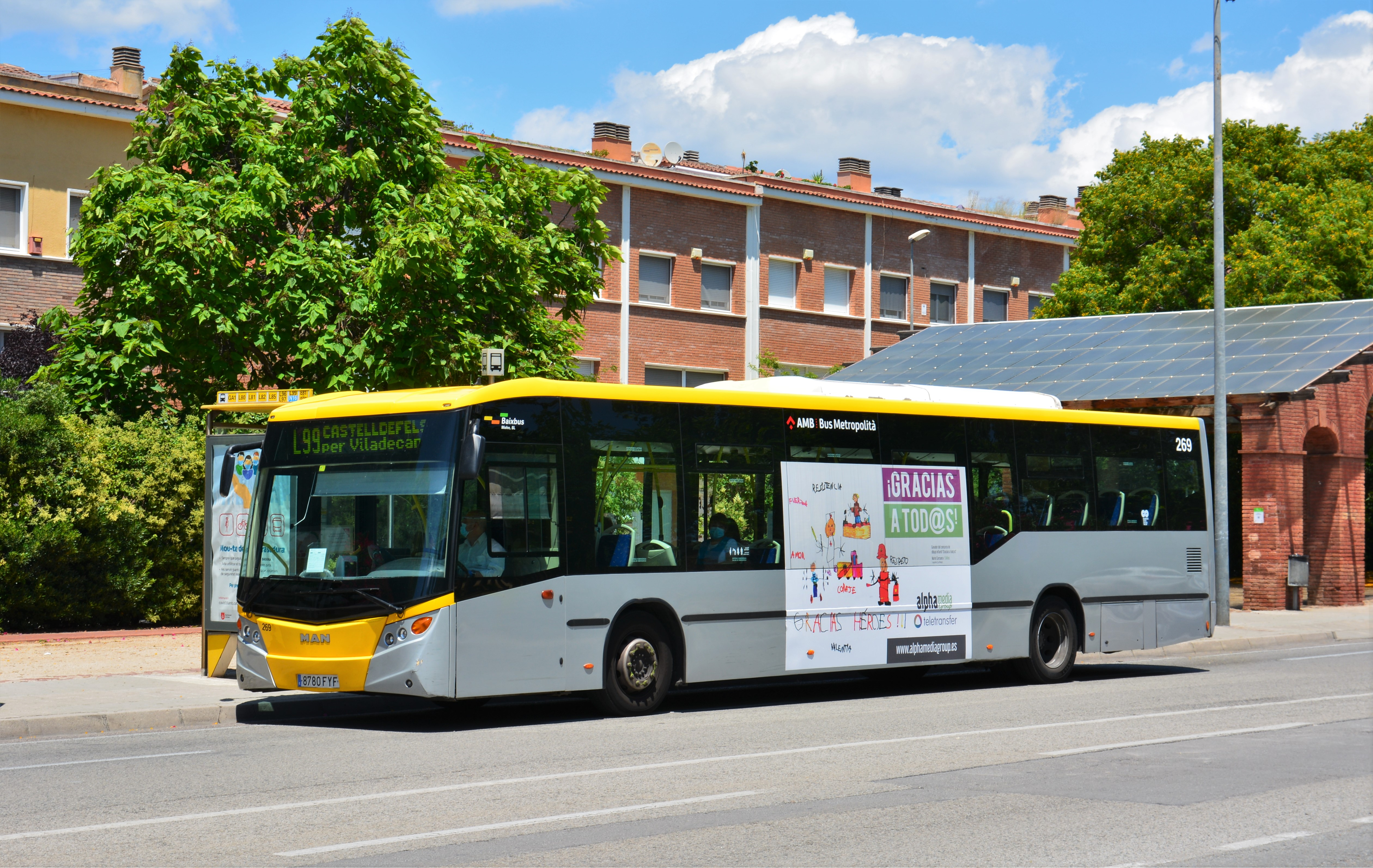
Man Castrosua Magnus.
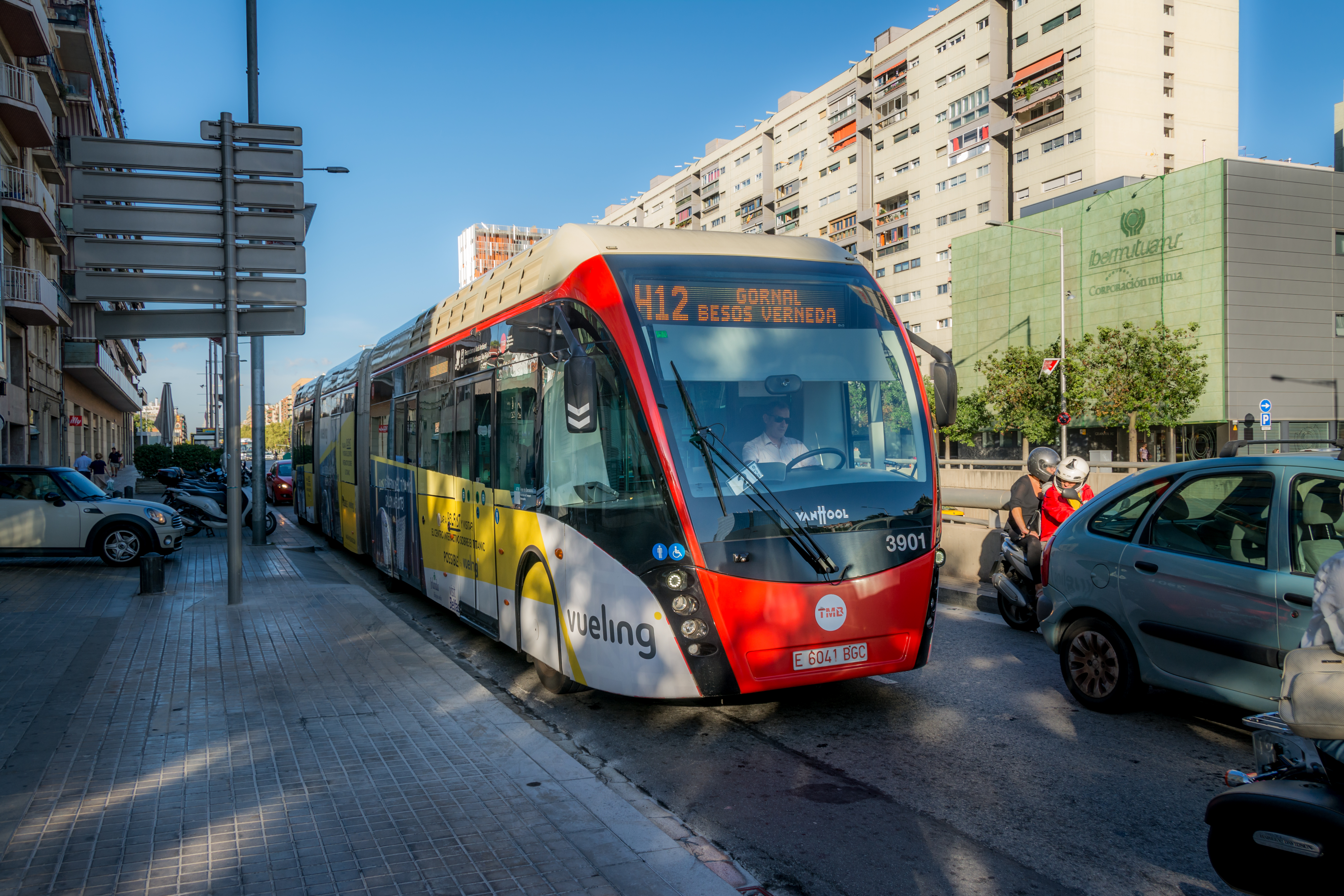
Van Hool Exquicity 24 Hybrid.
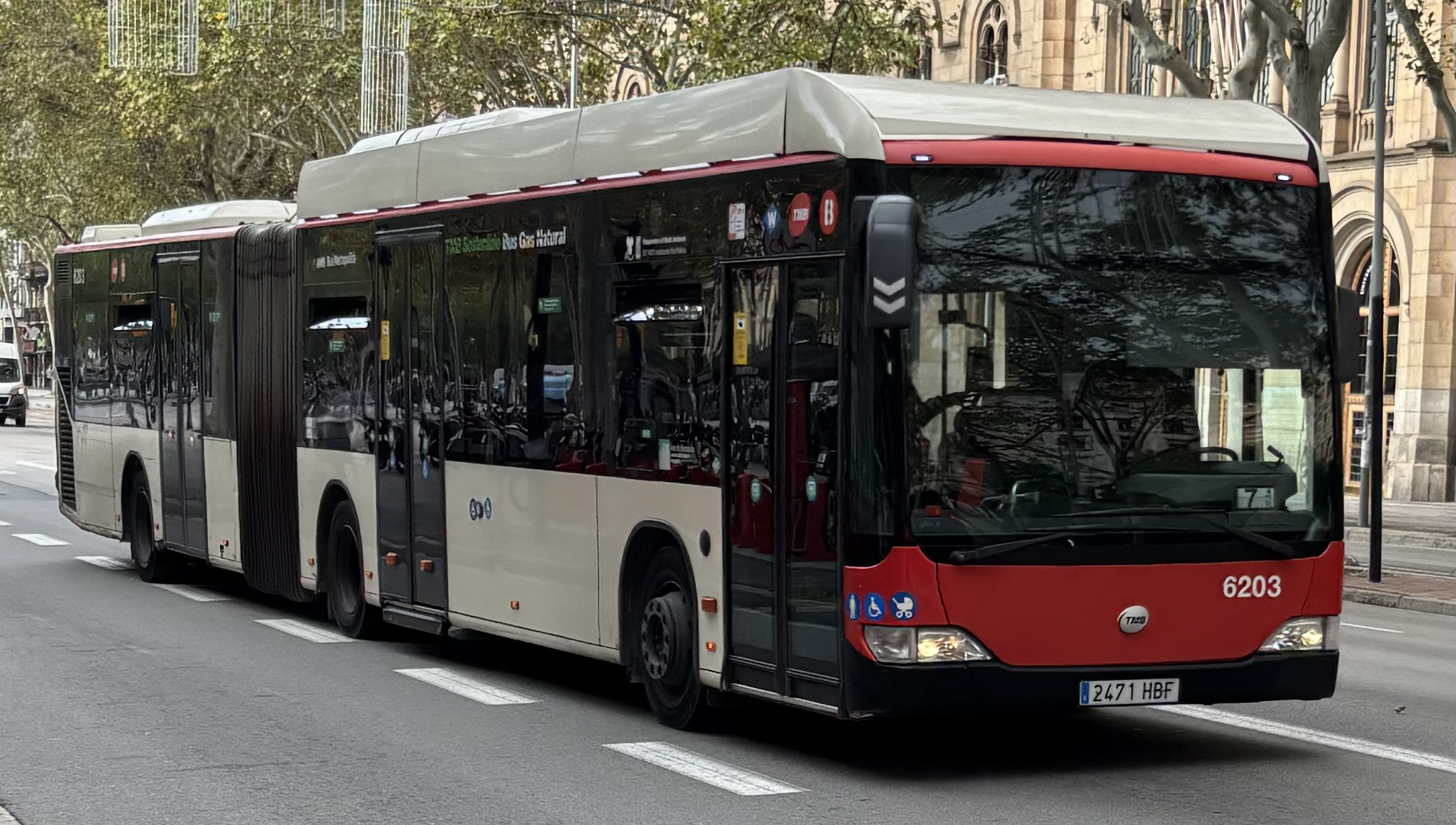
Mercedes Benz Citaro I.
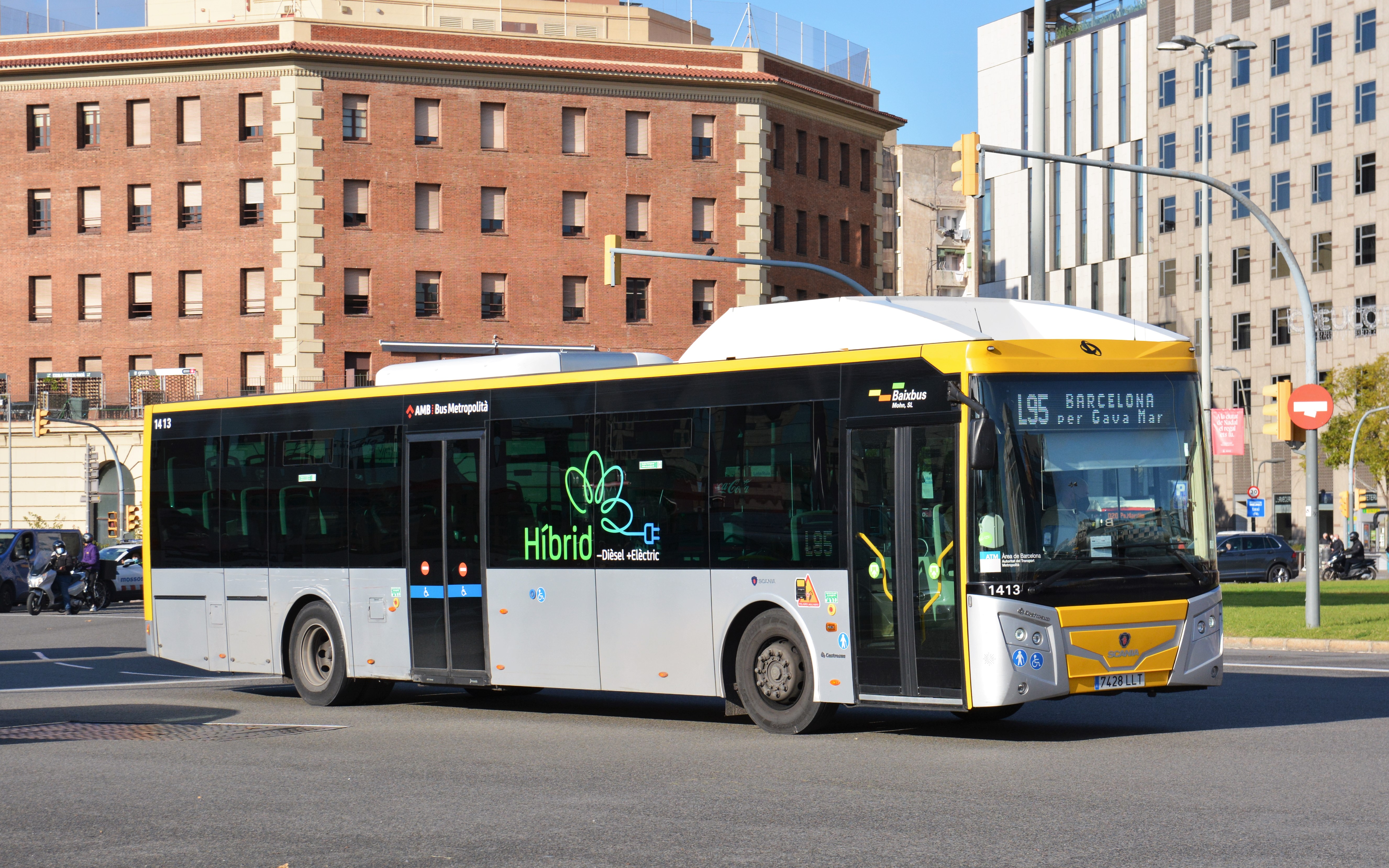
Scania K320.
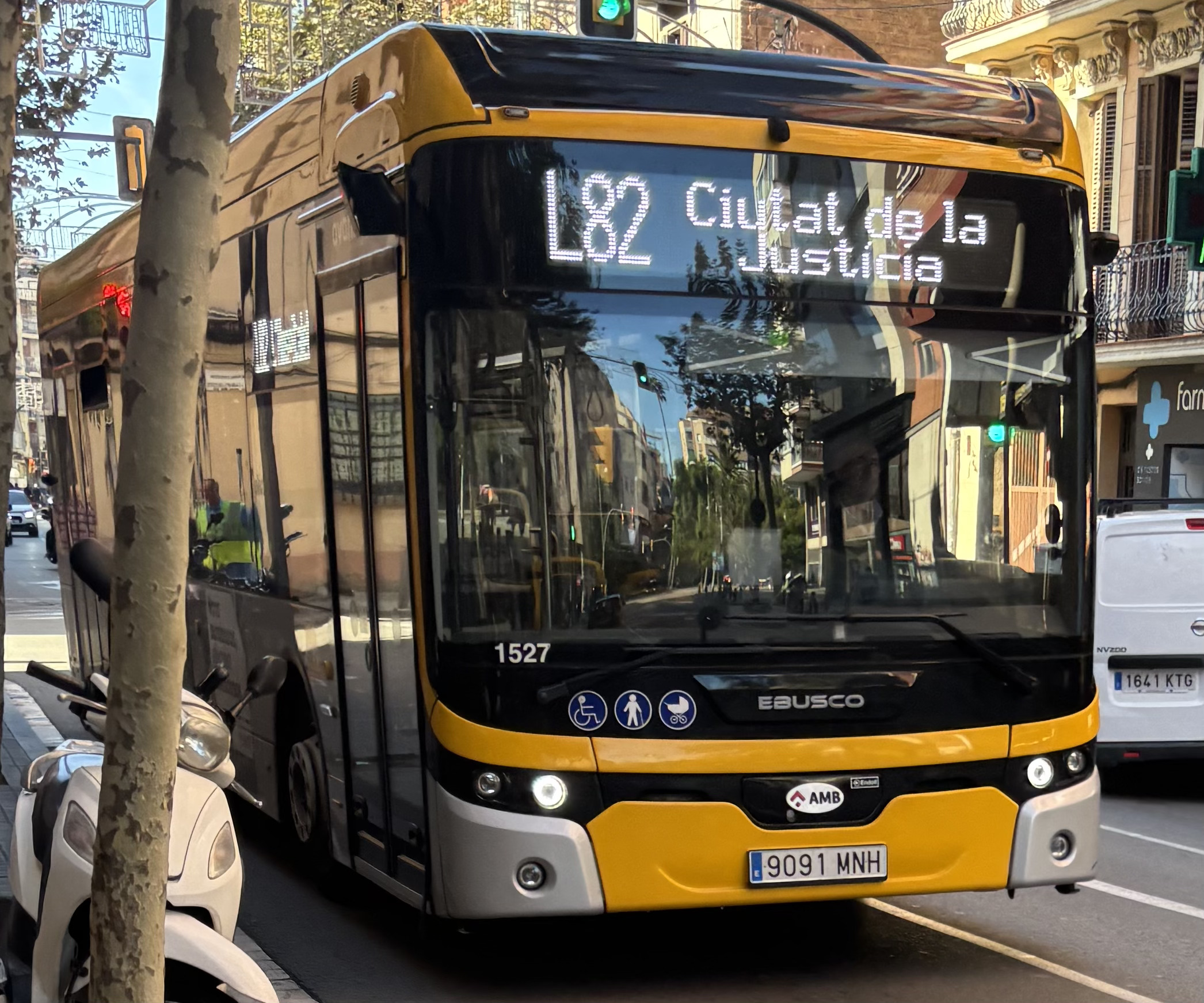
Ebusco Ecity 2.2.